# Tréméven (Finistère)
Pour les articles homonymes, voir Tréméven.
Tréméven (/tʁemevɛn/) est une commune du département du Finistère, dans la région Bretagne, en France.
L'autre commune Tréméven, située dans le département des Côtes-d'Armor, porte un nom identique mais se prononçant différemment en français ([tʁemevɛ̃] au lieu de [tʁemevɛn]).

## Géographie
La commune de Tréméven appartient à la communauté d'agglomération de Quimperlé Communauté.

### Communes limitrophes
Les communes limitrophes sont Querrien, Arzano, Locunolé, Mellac, Quimperlé et Rédené.
| Querrien       | Querrien  | Locunolé      |
| Isole , Mellac | Tréméven  | Ellé , Arzano |
| Quimperlé      | Quimperlé | Ellé , Rédené |

### Géologie et relief
La superficie de la commune est de 1 542 hectares ; son altitude varie entre 3 et 97 mètres.
| - Carte topographique de la commune de Tréméven. |

La Roche des Braconniers est un promontoire rocheux (migmatite) qui domine d'une cinquantaine de mètres la vallée de l'Ellé, la falaise faisant environ une dizaine de mètres. Au Haut Moyen Âge une motte castrale y fut édifiée, le site ayant des qualités défensives certaines, l'éperon rocheux cerné par la rivière n'étant accessible que par une étroite bande de terre, ce qui en fait un véritable oppidum. Plus récemment des braconniers faisaient le guet à cet endroit pour prévenir leurs complices en cas d'arrivée du garde-pêche ou du garde-chasse, d'où le toponyme.

### Voies de communications et transports
La commune est aujourd'hui traversée par la D 790 qui relie Quimperlé au Faouët et le long de laquelle se trouvent les principales activités économiques.
Le réseau de transport TBK qui relie les différentes villes de Quimperlé Communauté a placé une ligne urbaine allant de Tréméven à Mellac. Cette ligne passe par la gare de Quimperlé où les passagers peuvent ainsi prendre une correspondance en bus vers d'autres villes de Quimperlé Communauté ou même prendre le train.

### Hydrographie
Pour un article plus général, voir Réseau hydrographique du Finistère.
La commune est située dans le bassin Loire-Bretagne. Le territoire communal est enserré entre les cours de l'Isole et de l'Ellé,. Ces deux rivières sont d'ailleurs présentes sur le logo communal. Le cours de l'Isole matérialise à l'ouest la limite entre Mellac et Tréméven tandis que le cours de l'Ellé matérialise à l'est la limite entre Arzano et Tréméven ainsi qu'entre Rédené et Tréméven. Le Donic, un affluent de l'Isole, matérialise la frontière au nord-ouest entre Querrien et Tréméven.
L'Ellé, d'une longueur de 76 km, prend sa source dans la commune de Glomel et se jette  dans la Laïta, estuaire formé par l'Ellé et l'Isole en limite de Guidel et de Clohars-Carnoët, après avoir traversé 16 communes.  Les caractéristiques hydrologiques de l'Ellé sont données par la station hydrologique située sur la commune d'Arzano. Le débit moyen mensuel est de 10,1 m3/s. Le débit moyen journalier maximum est de 199 m3/s, atteint lors de la crue du 13 décembre 2000. Le débit instantané maximal est quant à lui de 260 m3/s, atteint le même jour.

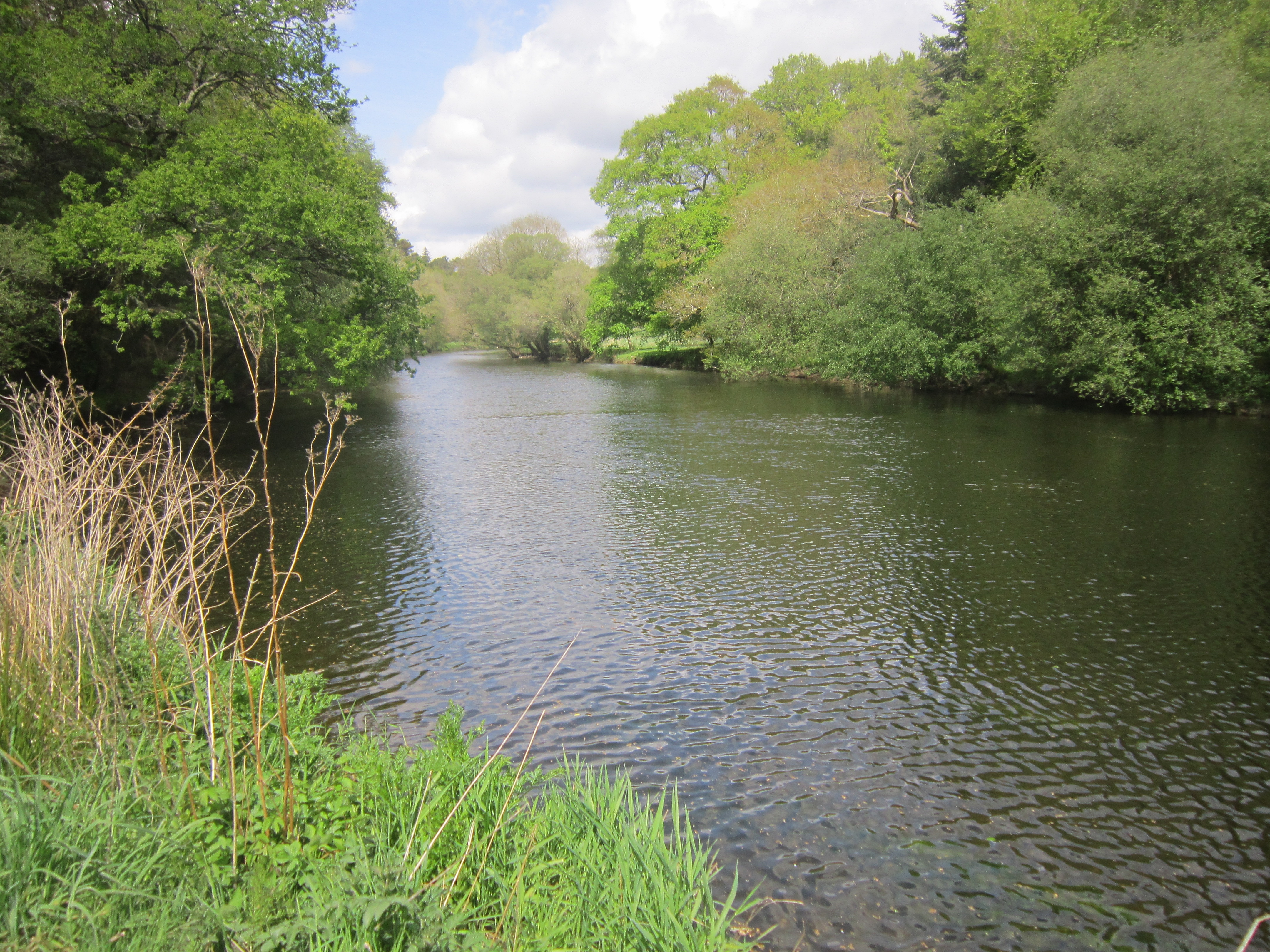
L'Ellé juste en amont du moulin de Kergueff (entre Tréméven et Arzano).
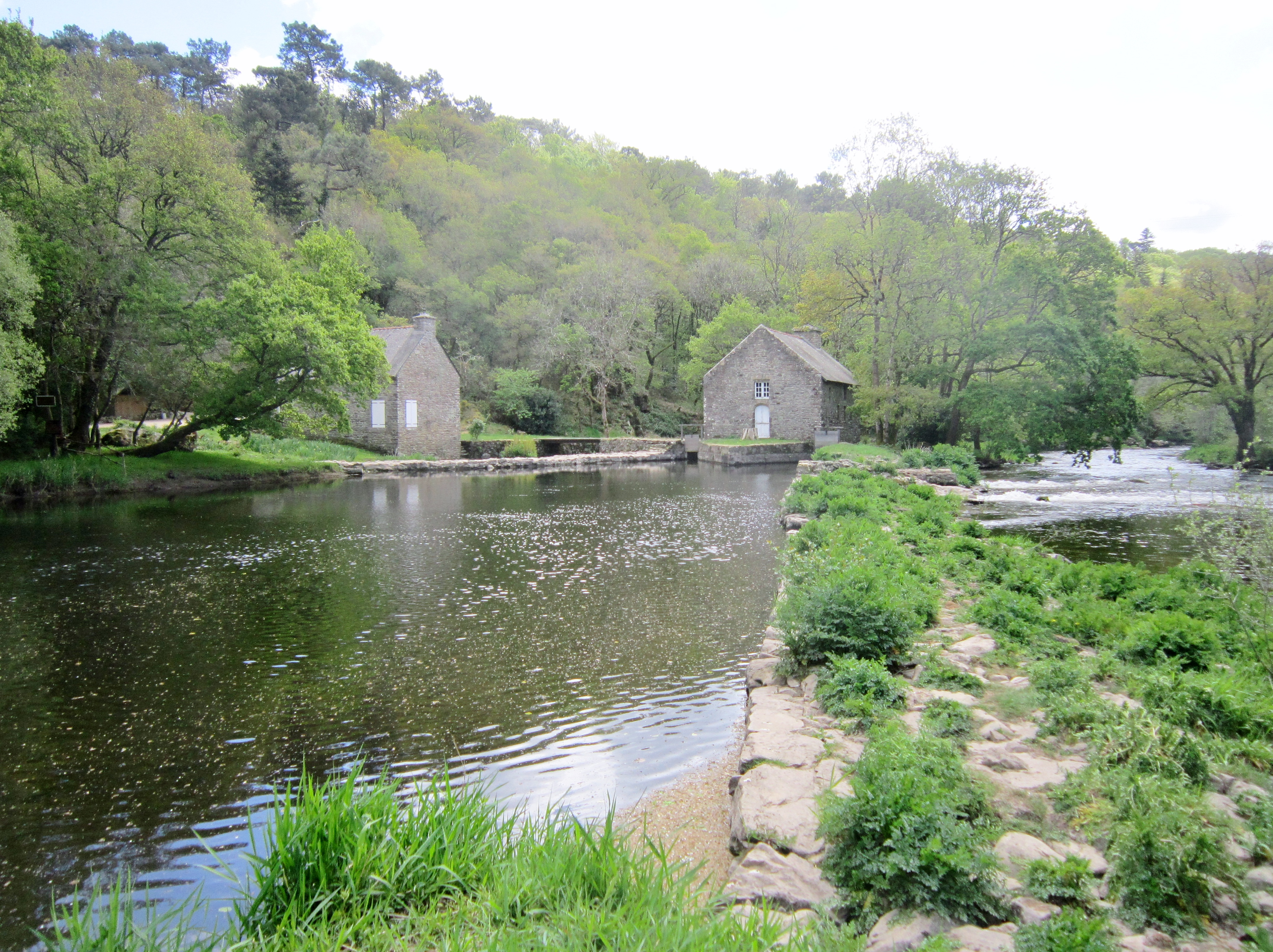
L'Ellé au niveau du moulin de Kergueff (limite entre les communes de Tréméven, Rédené et Arzano).
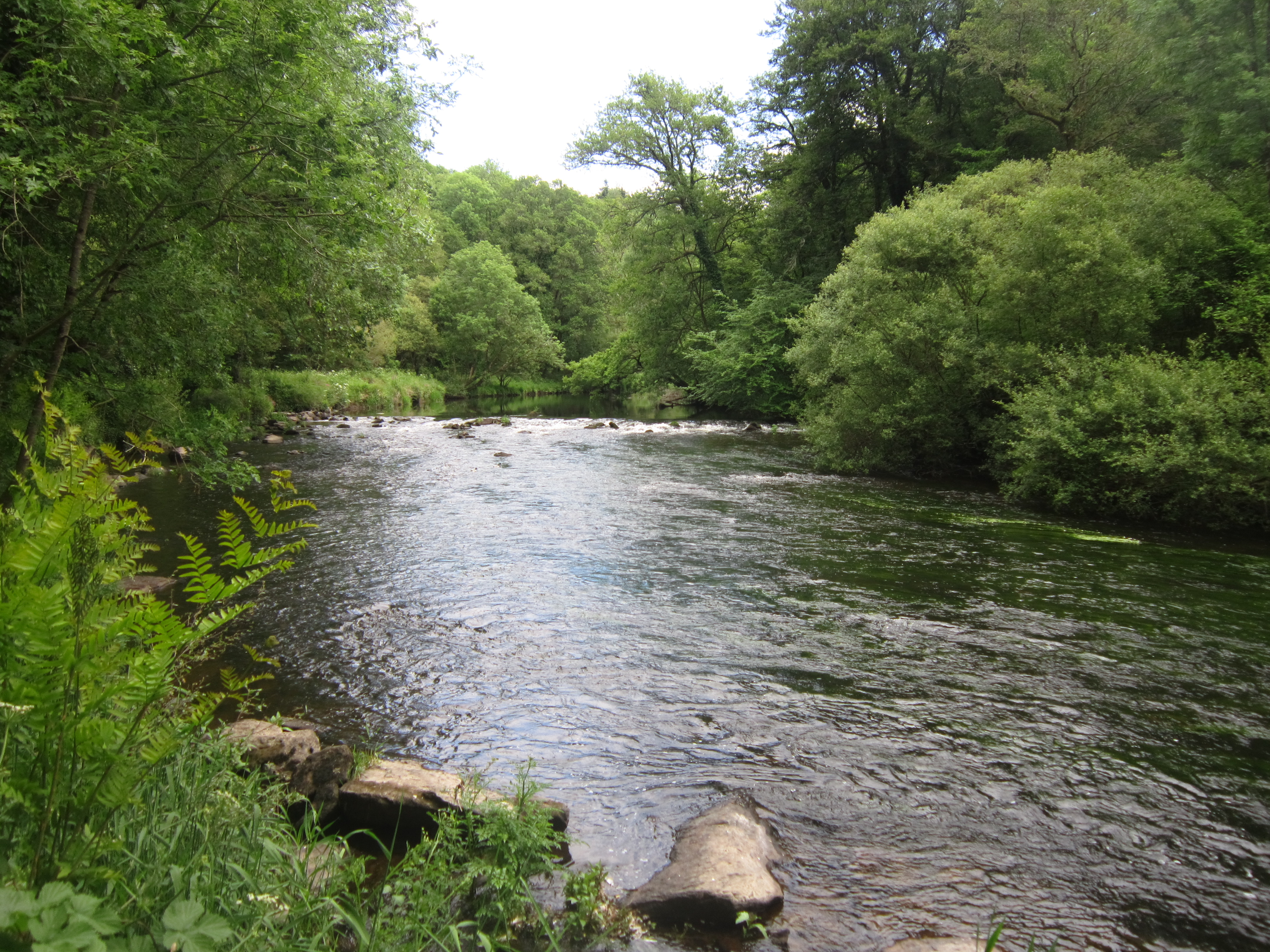
L'Ellé entre le moulin de Kergueff et le Bois de Rosgrand (à gauche de la photographie, la rive droite en Tréméven, à droite la rive gauche en Rédené).
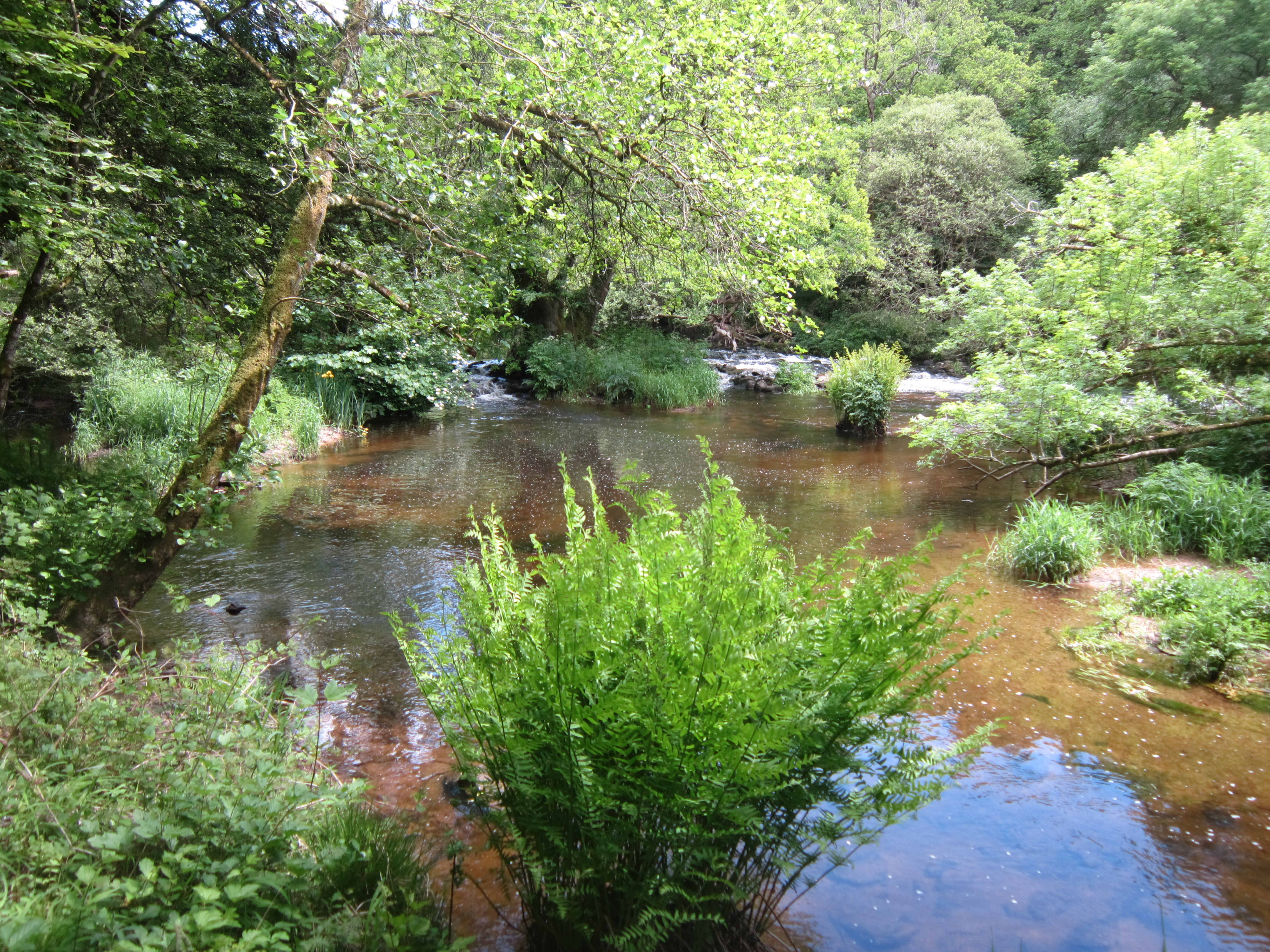
L'Ellé entre le moulin de Kergueff et le Bois de Rosgrand : une vallée encaissée et sauvage.
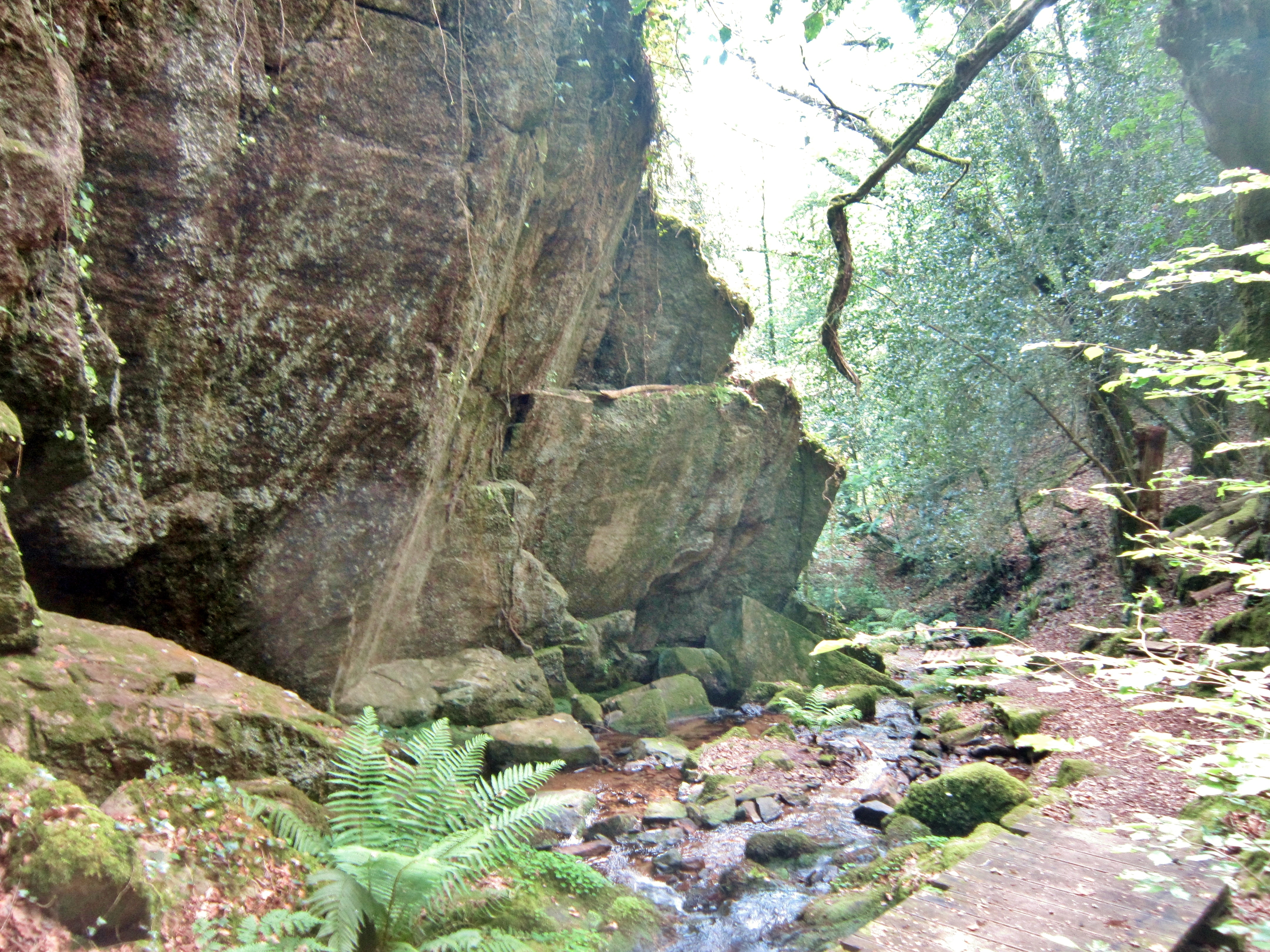
Rochers dans le vallon d'un petit affluent de l'Ellé au sud de Loc Ivy.

L'Isole, d'une longueur de 48 km, prend sa source dans la commune de Roudouallec et se jette  dans l'Ellé à Quimperlé, après avoir traversé huit communes.  Les caractéristiques hydrologiques de l'Isole sont données par la station hydrologique située sur la commune de Quimperlé. Le débit moyen mensuel est de 4,4 m3/s. Le débit moyen journalier maximum est de 98,6 m3/s, atteint lors de la crue du 26 janvier 1995. Le débit instantané maximal est quant à lui de 153 m3/s, atteint le 13 décembre 2000.

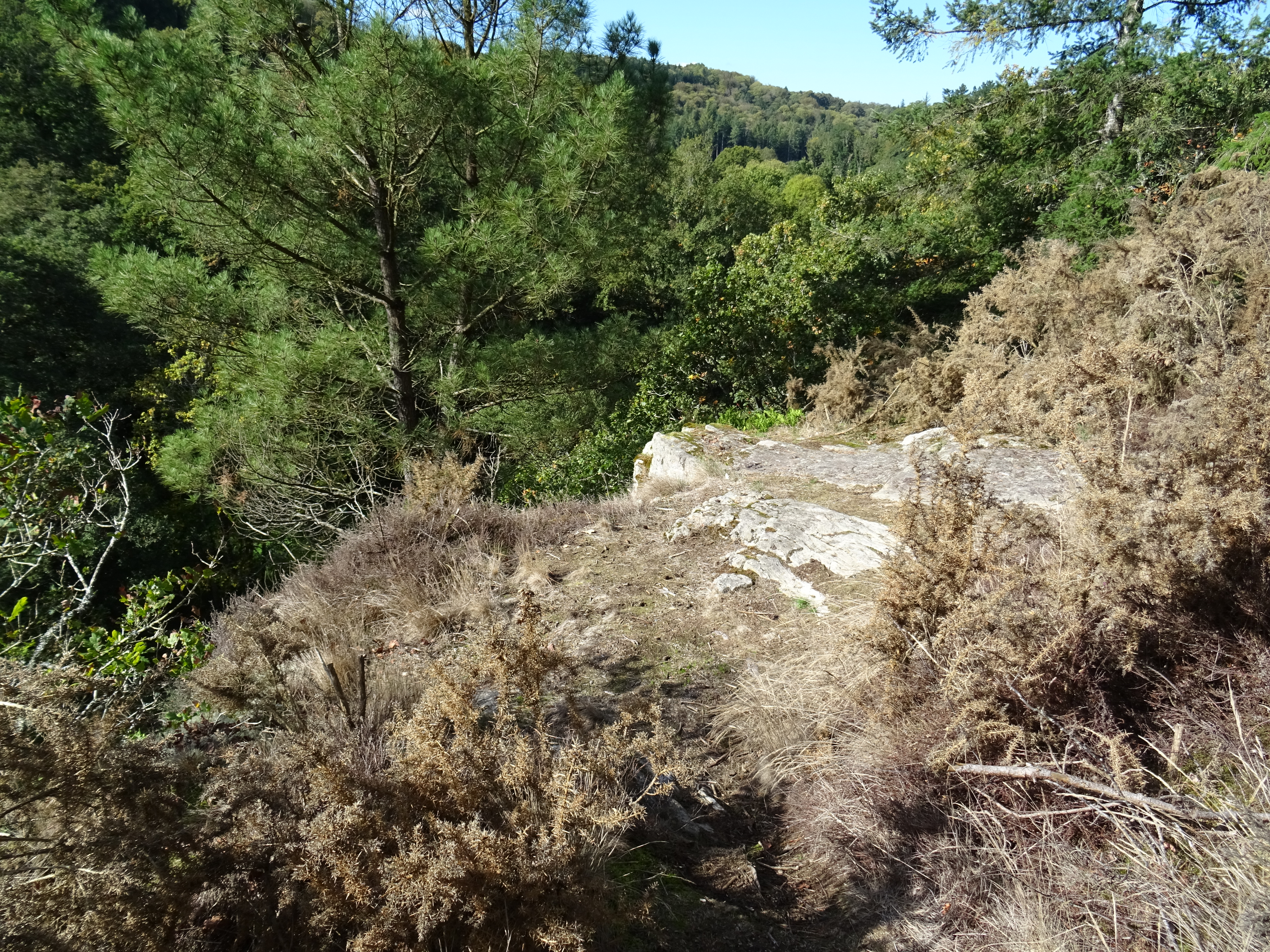
La "Roche des Braconniers" qui domine la rive gauche de l'Isole.
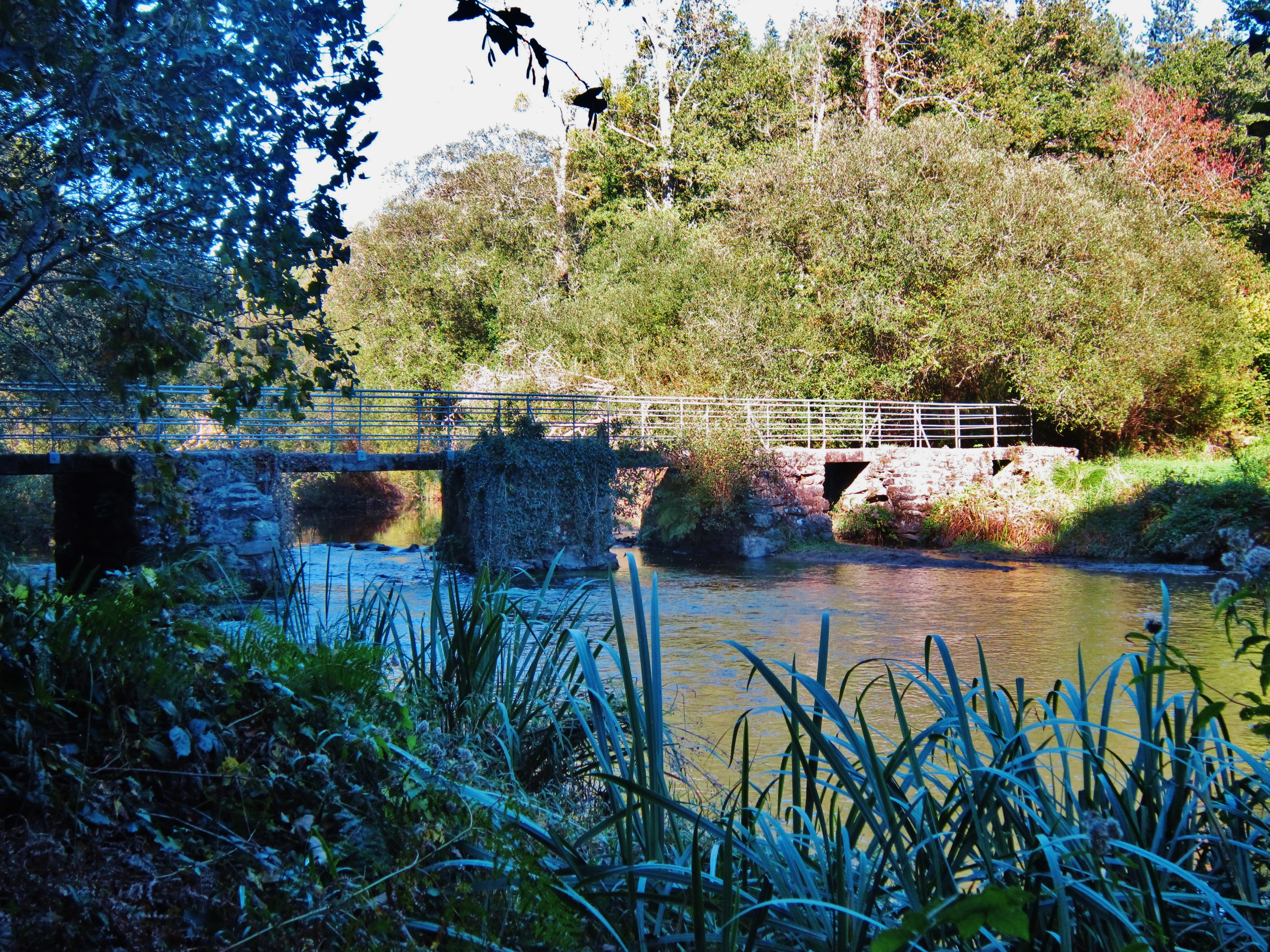
Le vieux pont sur l'Isole entre Mellac et Tréméven à hauteur des ruines du moulin de Pontégan.
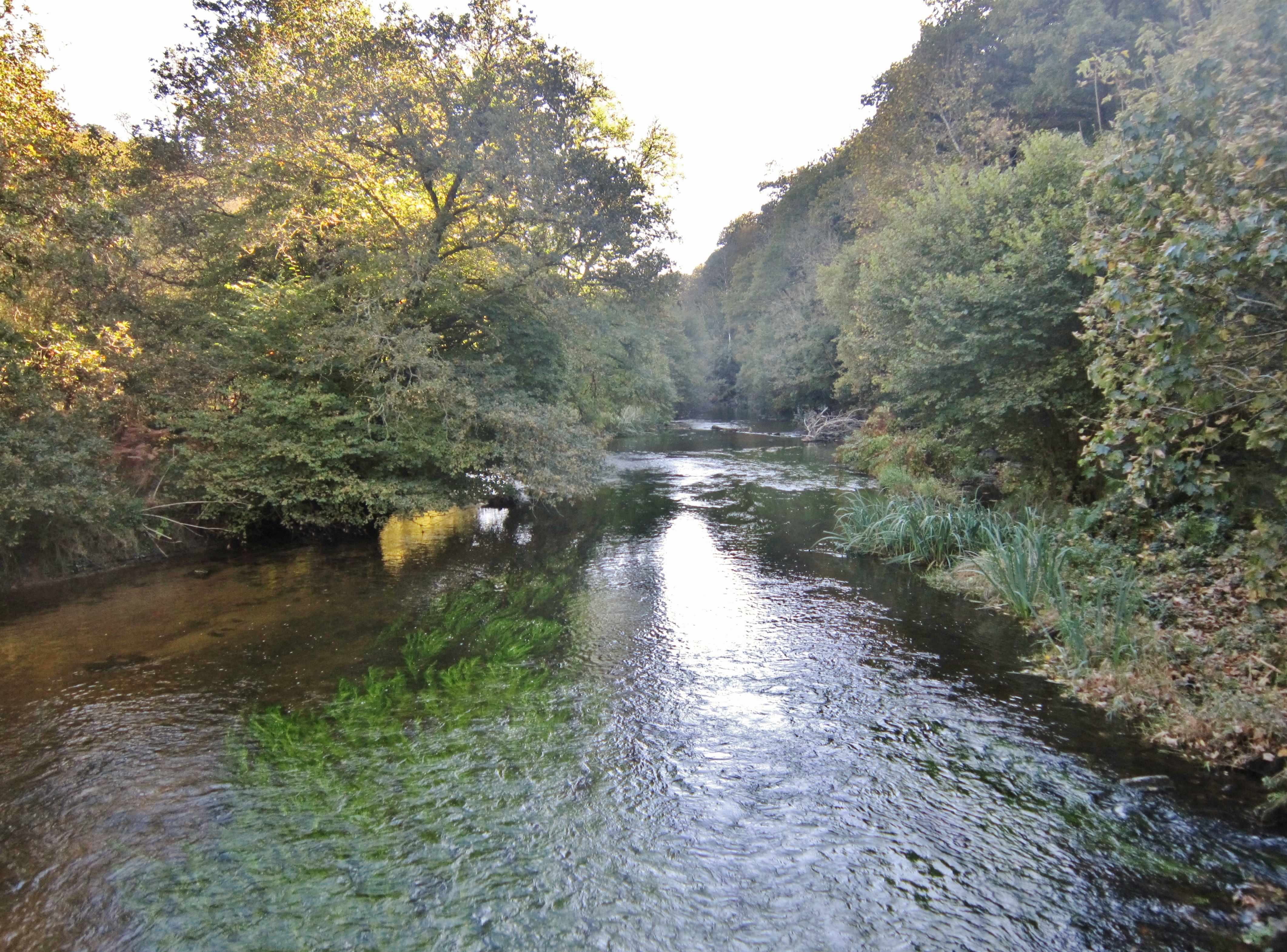
L'Isole entre Tréméven et Mellac près du Moulin Blanc : une rivière sauvage.

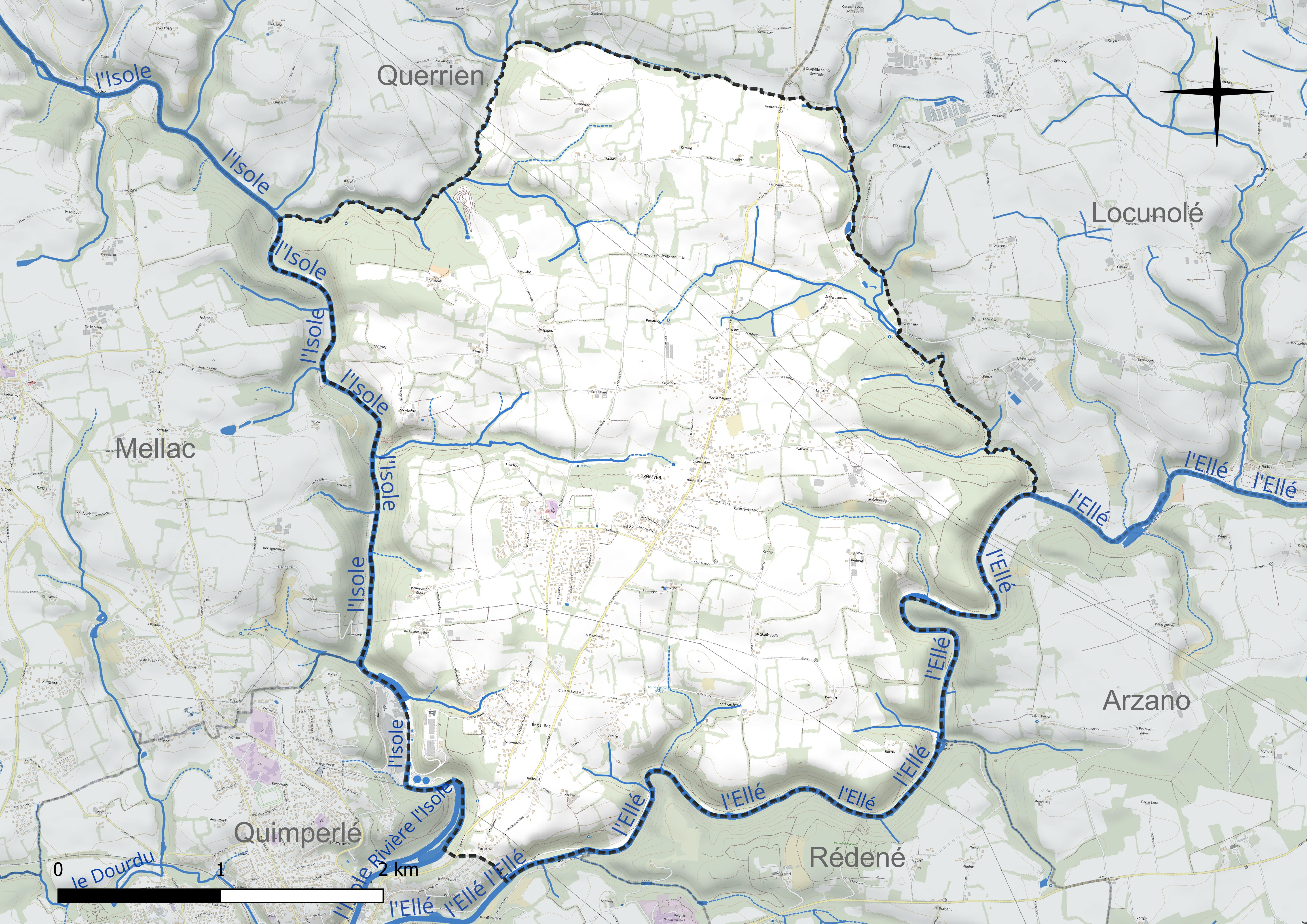
Réseau hydrographique de Tréméven.

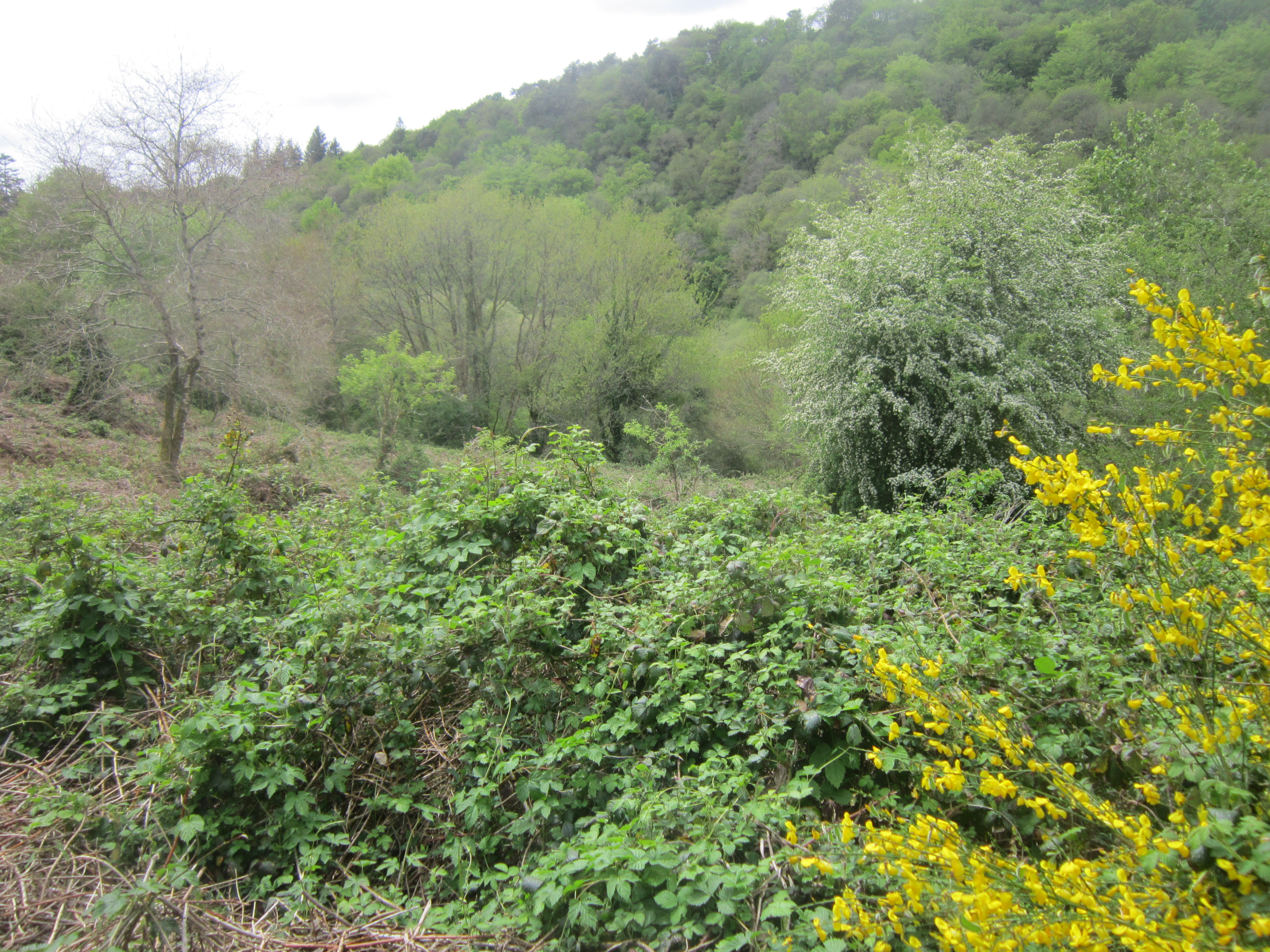
La vallée de l'Isole entre Tréméven et Mellac (photographie prise depuis le versant côté Tréméven à hauteur du hameau de Kerlescouarn Bihan).

### Climat
Pour des articles plus généraux, voir Climat de la Bretagne et Climat du Finistère.
En 2010, le climat de la commune est de type climat océanique franc, selon une étude du CNRS s'appuyant sur une série de données couvrant la période 1971-2000. En 2020, Météo-France publie une typologie des climats de la France métropolitaine dans laquelle la commune est exposée à un climat océanique et est dans la région climatique Bretagne orientale et méridionale, Pays nantais, Vendée, caractérisée par une faible pluviométrie en été et une bonne insolation. Parallèlement l'observatoire de l'environnement en Bretagne publie en 2020 un zonage climatique de la région Bretagne, s'appuyant sur des données de Météo-France de 2009. La commune est, selon ce zonage, dans la zone « Intérieur », exposée à un climat médian, à dominante océanique.
Pour la période 1971-2000, la température annuelle moyenne est de 11,5 °C, avec  une amplitude thermique annuelle de 11,3 °C. Le cumul annuel moyen de précipitations est de 1 067 mm, avec 15,2 jours de précipitations en janvier et 7,9 jours en juillet. Pour la période 1991-2020, la température moyenne annuelle observée sur la station météorologique la plus proche, située sur la commune de Lanvénégen à 11 km à vol d'oiseau, est de 12,1 °C et le cumul annuel moyen de précipitations est de 1 215,0 mm,. Pour l'avenir, les paramètres climatiques de la commune estimés pour 2050 selon différents scénarios d'émission de gaz à effet de serre sont consultables sur un site dédié publié par Météo-France en novembre 2022.

## Urbanisme

### Typologie
Au 1er janvier 2024, Tréméven est catégorisée commune rurale à habitat dispersé, selon la nouvelle grille communale de densité à 7 niveaux définie par l'Insee en 2022.
Elle appartient à l'unité urbaine de Quimperlé, une agglomération intra-départementale dont elle est une commune de la banlieue,. Par ailleurs la commune fait partie de l'aire d'attraction de Quimperlé, dont elle est une commune de la couronne,. Cette aire, qui regroupe 11 communes, est catégorisée dans les aires de moins de 50 000 habitants,.

### Occupation des sols

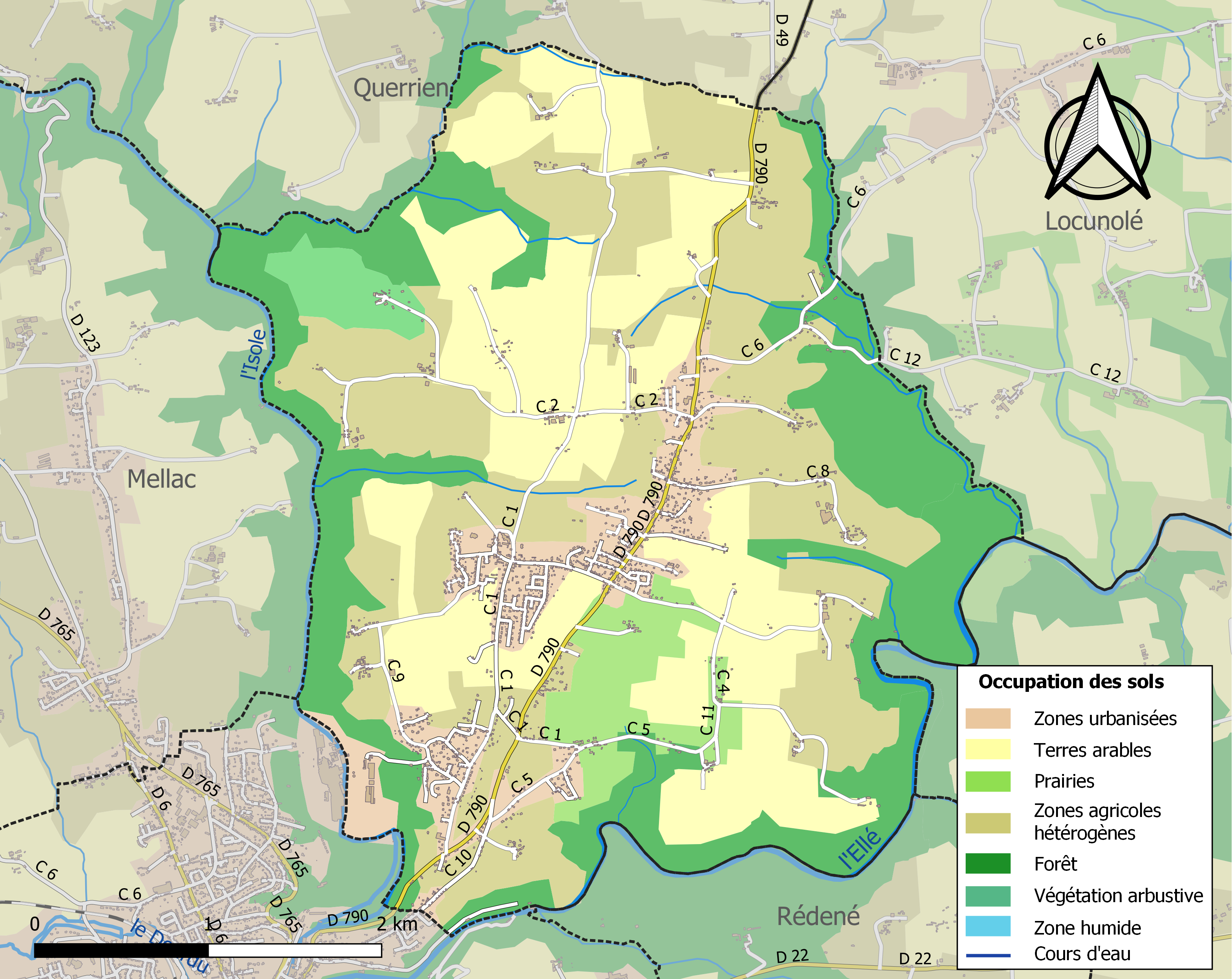
Carte des infrastructures et de l'occupation des sols de la commune en 2018 (CLC).

Le tableau ci-dessous présente l' occupation des sols de la commune en 2018, telle qu'elle ressort de la base de données européenne d'occupation biophysique des sols Corine Land Cover (CLC).
| Type d'occupation                                              | Pourcentage | Superficie (en hectares) |
| -------------------------------------------------------------- | ----------- | ------------------------ |
| Tissu urbain discontinu                                        | 8,6 %       | 133                      |
| Zones industrielles ou commerciales et installations publiques | 1,0 %       | 16                       |
| Terres arables hors périmètres d'irrigation                    | 26,3 %      | 407                      |
| Prairies et autres surfaces toujours en herbe                  | 4,7 %       | 73                       |
| Systèmes culturaux et parcellaires complexes                   | 33,0 %      | 510                      |
| Forêts de feuillus                                             | 20,3 %      | 314                      |
| Forêts mélangées                                               | 4,1 %       | 63                       |
| Forêt et végétation arbustive en mutation                      | 1,9 %       | 30                       |
| Source : Corine Land Cover                                     |             |                          |

### Logement
En 2009, le nombre total de logements dans la commune était de 1 005, alors qu'il était de 861 en 1999.
Parmi ces logements, 91,5 % étaient des résidences principales, 3,8 % des résidences secondaires et 4,8 % des logements vacants. Ces logements étaient pour 97,2 % d'entre eux des maisons individuelles et pour 2,7 % des appartements.
La proportion des résidences principales, propriétés de leurs occupants était de 87,3 %, en légère hausse par rapport à 1999 (84,7 %).

### Aménagements
En 2018, la mairie est rénovée et modernisée pour laisser place à une médiathèque nommée "La Passerelle" qui remplaça l'ancienne bibliothèque. La mairie est quant à elle déplacée dans l'ancien presbytère qui est lui aussi rénové et modernisé. Le coût total des travaux sera d'environ 1 200 000 €, et environ 500 000 € ont été dépensés par la commune.
Tréméven a conservé son cimetière autour de l'église paroissiale, ce qui est assez rare désormais.

## Toponymie
Le nom de la localité est attesté sous les formes Tremenguen en 1426 (dans un aveu de la seigneurie de Quimerc'h), puis Trefmeven en 1536, Tremeguen en 1574, et enfin Tréméven à partir de 1516[réf. nécessaire].
Le nom breton de la commune est Tremeven-Kemperle. Dans le dialecte breton du village, la transcription du nom est Tremeuhun (alphabet phonétique international, /tʁəmœʹyn/).
Le nom Tréméven associe peut-être l'éponyme de saint Mewen, fondateur de l'abbaye de Saint-Méen et compagnon de saint Samson au vieux-breton tref , trève, "habitation, subdivision du bourg, mais aussi et surtout, un quartier dans un territoire donné", (cf. Tréô), remonte à un mot celte treba qui répond peut-être au latin tribus ("tribu") et sûrement au germanique qui a donné l'ag. thorp et l'al. dorf "village". Toutefois une autre hypothèse existe : le vocable "Tréméven" s´expliquerait non pas en référence au monastère de Saint-Méen de Gaël (Ille-et-Vilaine), mais par une association du breton « treb » (village) et du nom d´un laïque, Mewen.

## Histoire

### Préhistoire
À Coltas une parcelle atteste l'existence d'une industrie de l´époque mésolithique ou néolithique. Outre une stèle datant de l´Âge du fer, une enceinte fossoyée existait au sud de La Garenne, lieu où furent également découvertes des haches polies , des meules et un outillage néolithique. D'autres enceintes fossoyées sont signalées à Beg ar Roz, Lande des Châtaigniers, Rosmaguer, Kergroez et Rospiriou. Du mobilier néolithique (meule, haches) a été trouvé à Loc Yvi. Un souterrain datant vraisemblablement de l'Âge du fer a été signalé à Kerlescouarn.

### Moyen Âge
Tréméven semble être un ancien démembrement de la vaste paroisse (plou) de Niulac ou Yuliac (de Yulacum ou domaine de Jules), d'une superficie de 12 000 ha (son suffixe -ac montre l'origine gallo-romaine de la plebs Niulac) qui englobait les territoires actuels des communes de Querrien, Saint-Thurien, Locunolé et Tréméven.
Tréméven dépendait de Mellac au Moyen Âge ; le village était desservi par une chapelle, dont le nom vient de saint Mewen, fondateur du monastère de Saint-Méen et compagnon de saint Samson. Une fontaine de Saint-Meven, attestée en 1587, montre en tout cas qu'à cette date la paroisse est déjà sous le patronage de ce saint.
Un habitat médiéval déserté se situe près de la ferme de Keriquel.
Selon Jean-Baptiste Ogée en 1420 Tréméven comptait 3 manoirs : Restaudout, à Gauvin du Hilguit ; Coetauhay, à Jean Chef-du-Bois et Lancaru, au sire de Kereimer.

### Temps modernes

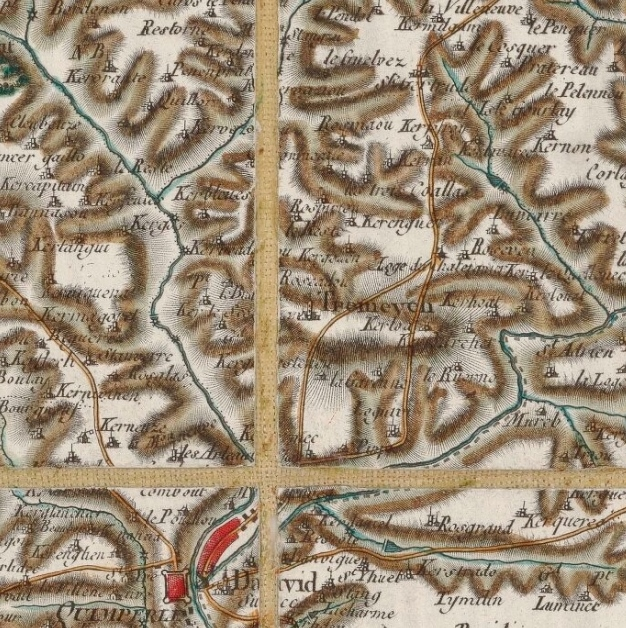
Carte de Cassini de Tréméven et des paroisses avoisinantes (1783).

En 1759 la paroisse de Tréméven devait chaque année fournir 16 hommes pour servir de garde-côtes.
Jean-Baptiste Ogée décrit ainsi Tréméven en 1778 :

« Tréméven ; sur une hauteur ; à 9 lieues et demie à l'Est-Sud-Est de Quimper, son évêché ; à 30 lieues de Rennes et à 1 lieue de Quimperlé, sa subdélégation et son ressort. Cette paroisse relève du Roi et compte 1 000 communiants ; la cure est à l'alternative. Le territoire, arrosé par les rivières d'Isole et d'Ellé, est très bien cultivé, et produit beaucoup de grains et de foins. »

### Révolution française
Le presbytère de Tréméven, vendu comme bien national, est acheté en 1795 par Jacques Cambry ; sa famille le céda après la Révolution à la paroisse

### LeXIXesiècle
La paroisse de Tréméven , supprimée lors de la Révolution française (rattachée à Saint-Colomban, puis à Sainte-Croix de Quimperlé) est rétablie lors du Concordat.
A. Marteville et P. Varin, continuateurs d'Ogée, décrivent ainsi Tréméven en 1845 :

« Tréméven (canton de Quimperlé) : commune formée par l'ancienne paroisse de ce nom, aujourd'hui succursale (...). Principaux villages : Controal, Coaltas, Kerlavarec, le Quellenec, Kerfourcher, Kerméce, Kerlessouarn. Superficie totale 1 542 hectares, dont (...) terres labourables 559 ha, bois 34 ha, vergers et jardins 218 h, landes et incultes 554 ha (...). Moulins : 3 (à eau, de Pontlogan, de Lamur). Il y a foire le 16 janvier, le 16 avril, le 24 juillet, le 15 octobre ; le lendemain, si c'est fête gardée. On parle le breton »

Selon un document déposé au Corps législatif 89 des 92 conscrits de Tréméven pour la période allant de 1858 à 1867 ne savaient ni lire ni écrire.
Le moulin du Hilliguet, sur l'Isole, fait partie du vaste complexe de moulins à papier de Kerisole situé sur la commune limitrophe de Quimperlé
Le bourg de Tréméven n'avait encore que la taille d'un modeste hameau à la fin du XIXe siècle. Lors du recensement de 1896 la commune avait 1 143 habitants répartis en 212 ménages habitant dans 166 maisons, mais le bourg lui-même n'avait que 64 habitants agglomérés, répartis en 13 ménages vivant dans 10 maisons.

### LeXXesiècle

#### La Belle Époque
En 1904, l'abbé Paul Léon Le Floc'h originaire de Tréméven a recruté 300 personnes intéressées à recommencer leur vie au Canada.
Ils viendront fonder la ville de Saint-Brieux dans la province de la Saskatchewan,.
Un loup aurait été tué à Tréméven en 1913 ; ce serait le dernier loup tué dans le Finistère.

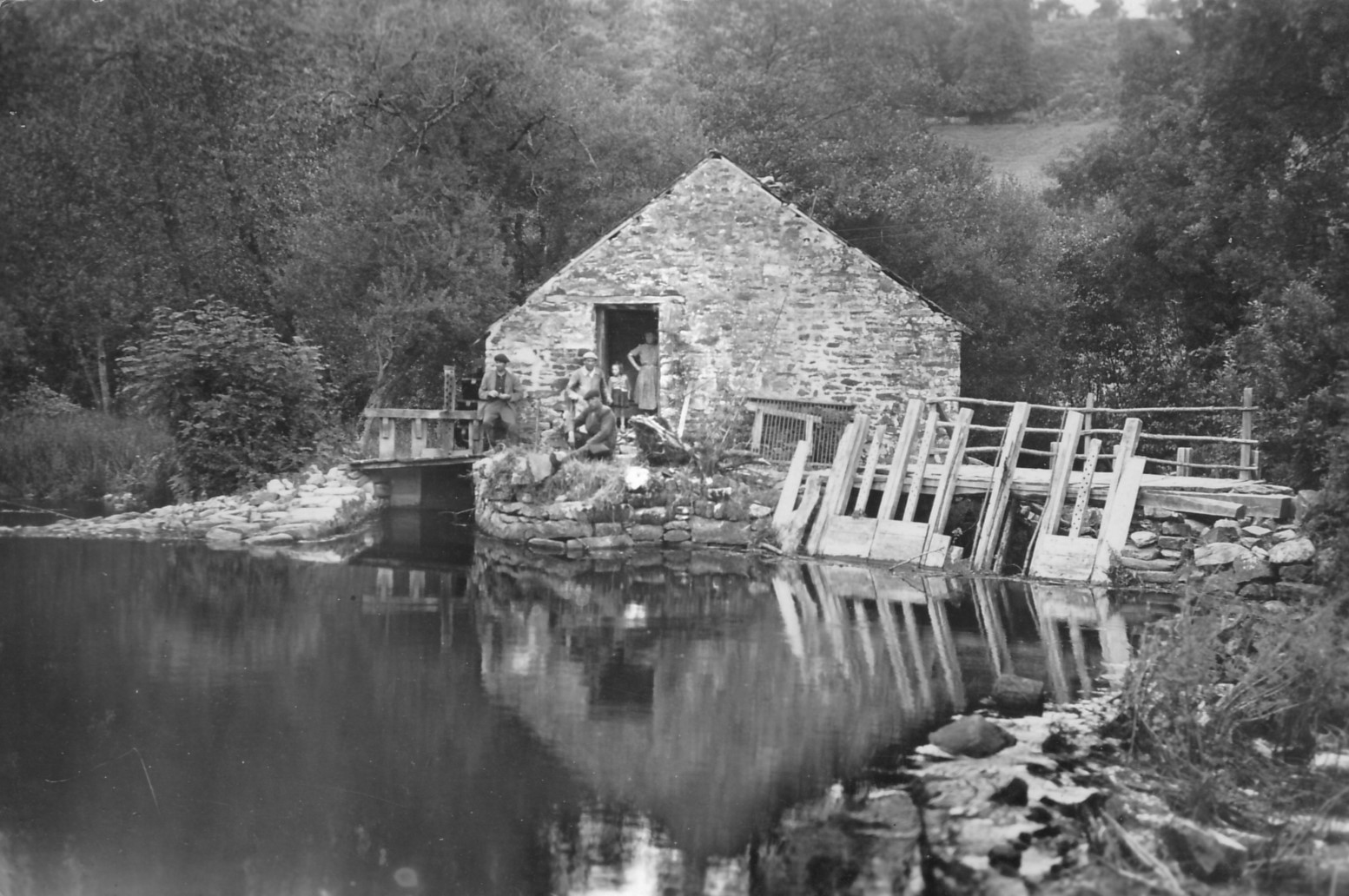
Le moulin de Fourden [Fourdenn] sur l'Ellé au début du XXe siècle.

#### La Première Guerre mondiale

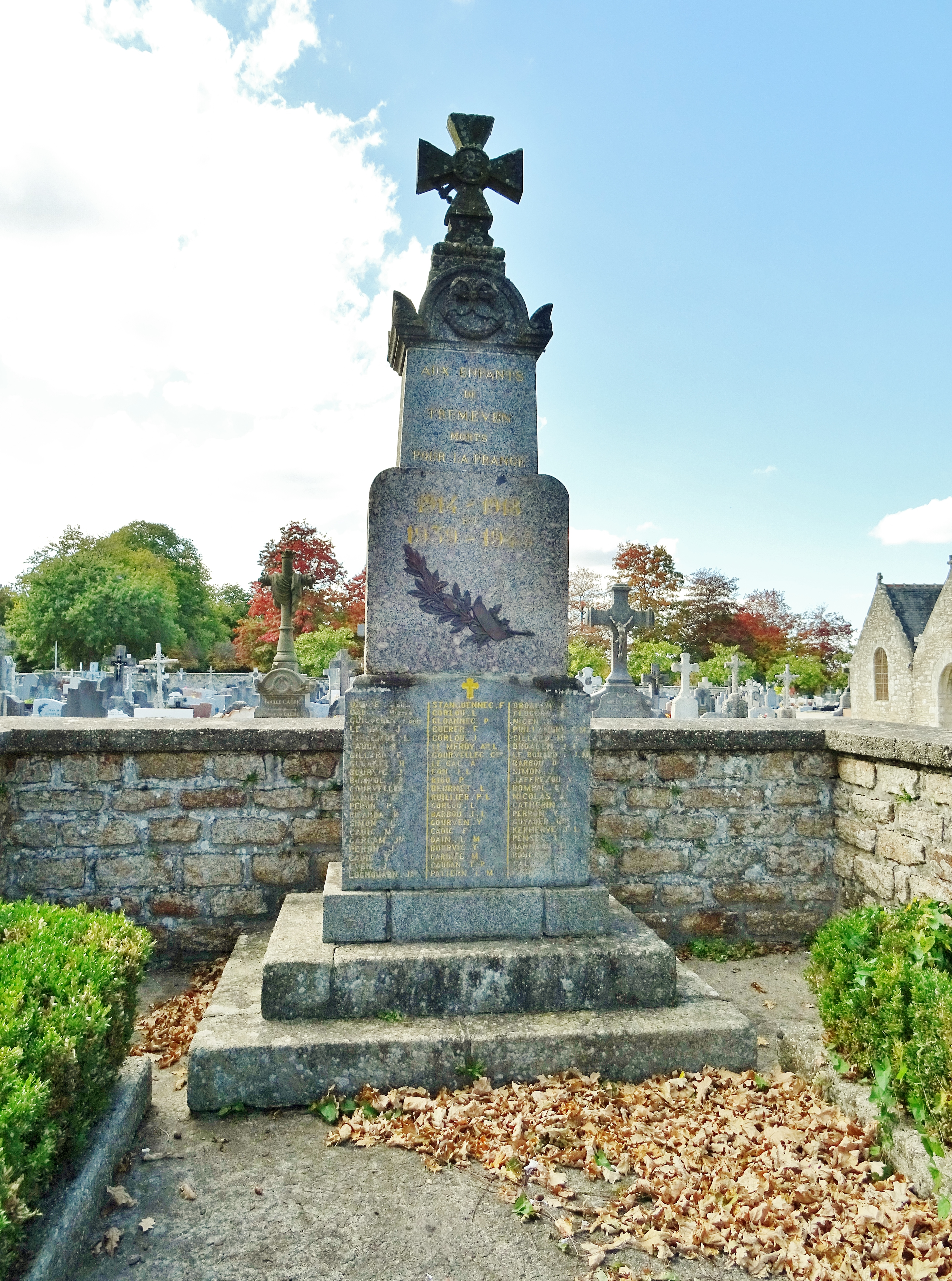
Le monument aux morts de Tréméven (Finistère).

Le monument aux morts de Tréméven porte les noms de 66 soldats morts pour la France pendant la Première Guerre mondiale : un d'entre eux (Jean Cadic) est mort dès le 21 août 1914 sur le front belge à Sambreville ; trois sont morts dans les Balkans dans le cadre de l'expédition de Salonique dont deux (François Cadic et François Catherine) dans l'actuelle Macédoine du Nord et un (Louis Le Bouard) en Grèce ; François Gillard est mort de maladie en Allemagne alors qu'il était prisonnier de guerre ; la plupart des autres sont décédés sur le sol français : parmi eux Jean Barbou, Yves Bourvic et François Puillandre ont été décorés de la Croix de guerre et Pierre Nigen de la Médaille militaire ; Louis Nigen, second maître, est mort dès suites d'une maladie contractée en service à Toulon le 27 mai 1919, donc bien après l'armistice.
Fin août 1916 une vingtaine de prisonniers allemands (des « militaires boches » écrit le journal) vinrent à Quimperlé, Tréméven et Rédené pour participer aux travaux agricoles.

#### L'Entre-deux-guerres

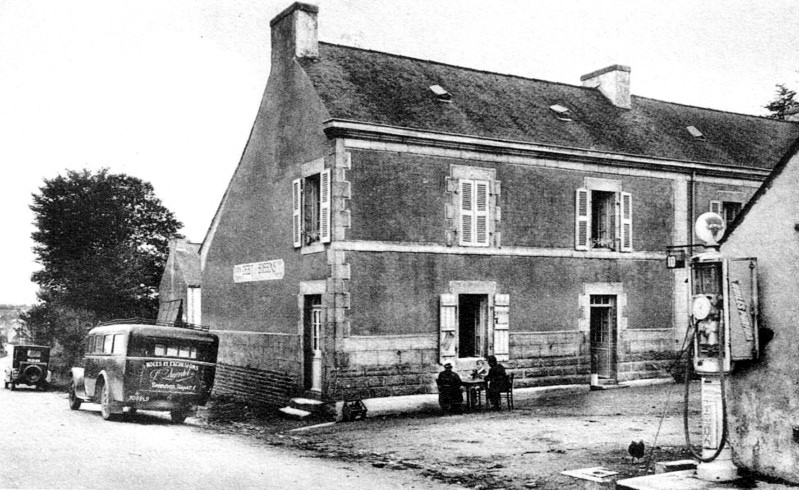
Tréméven (Finistère) : Bel-Air, dit "Le Casino" vers 1930 (carte postale).

#### La Seconde Guerre mondiale
Le monument aux morts de Tréméven porte les noms de 13 personnes mortes pour la France pendant la Seconde Guerre mondiale : parmi elles deux marins (Albert Kermagoret, quartier-maître, est mort lors dans le naufrage du torpilleur Bourrasque le 30 mai 1940 au large de Dunkerque et Alain Guyader, lui aussi quartier-maître sur le contre-torpilleur Mogador, a été victime de l'attaque anglaise de Mers el-Kébir le 3 juillet 1940 ; Pierre Bompol, soldat du 62e régiment d'infanterie, est mort lors de la Débâcle le 15 mai 1940, de même que Joseph Miniou, soldat du 337e régiment d'infanterie, mort le lendemain à Mont-Saint-Jean (Aisne) et Jean Nélias, mort quelques jours plus tard le 21 mai 1940 à Verrières (Ardennes) ; Joseph Le Guily est mort près d'Antalya (Turquie), victime d'un naufrage non précisé le 4 juillet 1941 ; Jean Caillibot est mort en captivité en Allemagne en 1941.
Une stèle commémortaive située au lieu-dit "Gleud-Zu" porte les noms de trois personnes : Yvon Berthoud (facteur) , Henri Jéhanno (résistant FFI) et André Raffle (instituteur) tués lors de combats ou fusillés le 26 juillet 1944. Ce jour-là plusieurs centaines de résistants traversèrent l'Ellé pour échapper aux troupes allemandes qui tentaient de les encercler alors qu'ils se trouvaient dans le Bois de Rosgrand (en Rédené) et une fusillade se déroula à Kerhoat.

## Politique et administration

### Administration municipale
Le nombre d'habitants au dernier recensement étant compris entre 1 500 et 2 499, le nombre de membres du conseil municipal est de 19.

### Liste des maires
| Période                                  | Période               | Identité                             | Étiquette          | Qualité |
| ---------------------------------------- | --------------------- | ------------------------------------ | ------------------ | --- |
| Les données manquantes sont à compléter. |                       |                                      |                    | |
| 1803                                     | 1826                  | Le Rouxeau-Saint-Dridan Paul Fortuné |                    | Propriétaire. |
|                                          |                       |                                      |                    | |
| 1832                                     | 1836                  | Even                                 |                    | |
|                                          |                       |                                      |                    | |
| 1844                                     | 1855                  | Yves Gillard                         |                    | Propriétaire. Cultivateur. |
| 1856                                     | 1857                  | Louis René Ladan                     |                    | Cultivateur. |
| 1858                                     | 1865                  | Yves Even                            |                    | |
| 1866                                     | 1867                  | Le Brun                              |                    | |
| 1870                                     | 1871                  | Maurice Cadic                        |                    | Cultivateur. |
| 1871                                     | 1876                  | Louis René Ladan                     |                    | Déjà maire en 1856-1857. |
| 1876                                     | 1906                  | François Pierre Caëric               | Liste républicaine | Propriétaire. Cultivateur. |
| 1906                                     | 1935                  | François Caëric                      | Liste républicaine | Entrepreneur. Chevalier de la Légion d'honneur en 1934. Fils de François Pierre Caëric, maire précédent.                                |
| 1935                                     | 1944                  | Louis François Caëric                |                    | Cultivateur. |
|                                          |                       |                                      |                    | |
| 1947                                     | 1952                  | Joseph Cadic.                        |                    | Cultivateur. |
|                                          |                       |                                      |                    | |
| mars 1959                                | mars 1977             | Émile Le Naour                       |                    | Papetier. Résistant pendant la Seconde Guerre mondiale. Domicilié à Kervéadou en Tréméven.                                              |
| mars 1977                                | décembre 1980 (décès) | Pierre Zaouter                       | PS                 | Retraité de l'Arsenal de Lorient. |
| janvier 1981                             | février 1983 (décès)  | Louis Ropers                         | PS                 | Inspecteur central des PTT retraité. |
| mars 1983                                | mars 2001             | Louis Le Lann.                       | PS                 | Artisan plombier-chauffagiste, maire honoraire(2009)                                                                                    |
| mars 2001                                | mai 2020              | Roger Colas                          | DVG puis PS        | Animateur sécurité environnement. Bat en 2001 la liste de Louis Le Lann, mais est battu à son tour en 2020 par celle de Monique Caudan. |
| mai 2020                                 | En cours              | Monique Caudan                       | sans étiquette     | |

### Jumelages
En 2005, la commune de Tréméven et le village de Monivea (environ 2 500 habitants), proche de Galway, en Irlande, commencent à travailler sur le projet de jumelage. Une association est créée en juin 2005, et une charte entre les deux collectivités est signée en juin 2009 à Monivea puis en septembre 2009 à Tréméven.
Au 1er juin 2014, aucun jumelage n'est encore effectif.

## Population et société

### Démographie
L'évolution du nombre d'habitants est connue à travers les recensements de la population effectués dans la commune depuis 1793. Pour les communes de moins de 10 000 habitants, une enquête de recensement portant sur toute la population est réalisée tous les cinq ans, les populations de référence des années intermédiaires étant quant à elles estimées par interpolation ou extrapolation. Pour la commune, le premier recensement exhaustif entrant dans le cadre du nouveau dispositif a été réalisé en 2007.

En 2022, la commune comptait 2 378 habitants, en évolution de +2,85 % par rapport à 2016 (Finistère : +2,16 %, France hors Mayotte : +2,11 %).
| 1793 | 1800 | 1806 | 1821 | 1831 | 1836 | 1841 | 1846 | 1851 |
| ---- | ---- | ---- | ---- | ---- | ---- | ---- | ---- | ---- |
| 670  | 720  | 722  | 759  | 840  | 855  | 767  | 837  | 849  |

| 1856 | 1861 | 1866 | 1872 | 1876 | 1881 | 1886  | 1891  | 1896  |
| ---- | ---- | ---- | ---- | ---- | ---- | ----- | ----- | ----- |
| 791  | 841  | 873  | 802  | 825  | 942  | 1 006 | 1 072 | 1 143 |

| 1901  | 1906  | 1911  | 1921  | 1926  | 1931  | 1936  | 1946  | 1954  |
| ----- | ----- | ----- | ----- | ----- | ----- | ----- | ----- | ----- |
| 1 151 | 1 206 | 1 182 | 1 162 | 1 274 | 1 372 | 1 304 | 1 394 | 1 400 |

| 1962  | 1968  | 1975  | 1982  | 1990  | 1999  | 2006  | 2007  | 2012  |
| ----- | ----- | ----- | ----- | ----- | ----- | ----- | ----- | ----- |
| 1 402 | 1 445 | 1 652 | 1 975 | 2 076 | 2 017 | 2 057 | 2 063 | 2 282 |

| 2017  | 2022  | - | - | - | - | - | - | - |
| ----- | ----- | - | - | - | - | - | - | - |
| 2 324 | 2 378 | - | - | - | - | - | - | - |

### Manifestations culturelles et festivités
La ville de Tréméven accueille une année sur deux vers la fin août certaines représentations du festival des Rias. C'est un festival de théâtre de rue qui se déroule depuis sa création en 2012 sur le territoire de Quimperlé Communauté.

### Enseignement
La commune administre une école maternelle et une école élémentaire regroupant 225 élèves répartis en 10 classes (145 élèves en monolingue et 80 élèves en bilingue breton ) en 2018-2019.

### Sport

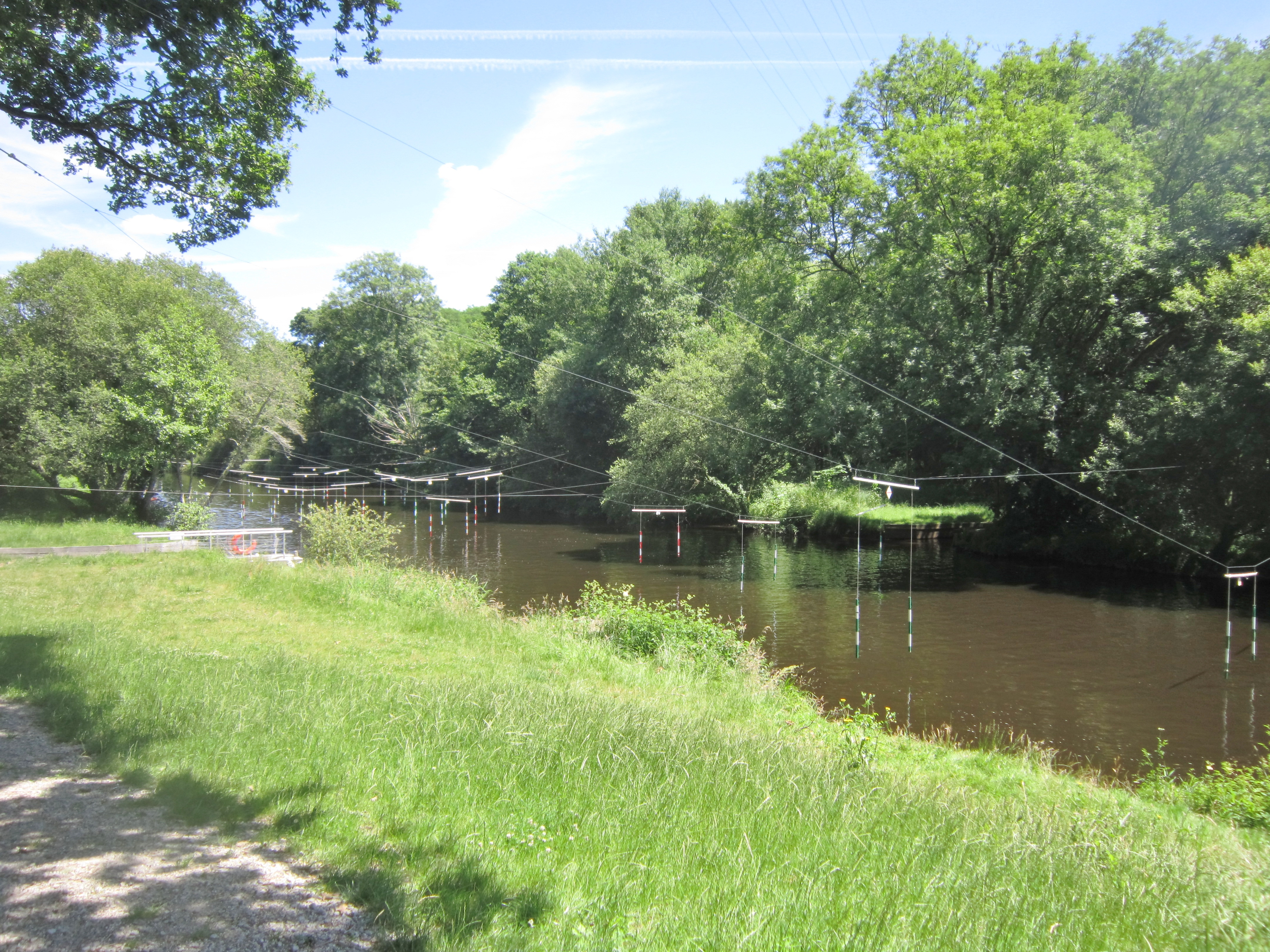
L'Ellé en amont de Quimperlé : la base de canoë-kayak (à la limite de la commune de Tréméven).

Tréméven possède un important club de football : l'AS Tréméven. Le club peut jouir d'un important espace de plus de 2 hectares comportant deux grands terrains de football et d'autres plus petits pour les compétitions jeunes dont un terrain synthétique.
L'autre association sportive importante de la ville est le club "Équilibre". C'est un club de danse qui regroupe de nombreuses activités sportives (zumba, cross training, pilates, pound, stretching, yoga...). Le club est installé dans la salle polyvalente de Tréméven nommée Espace Louis Le Lann depuis 2021. (source page facebook de l'association)

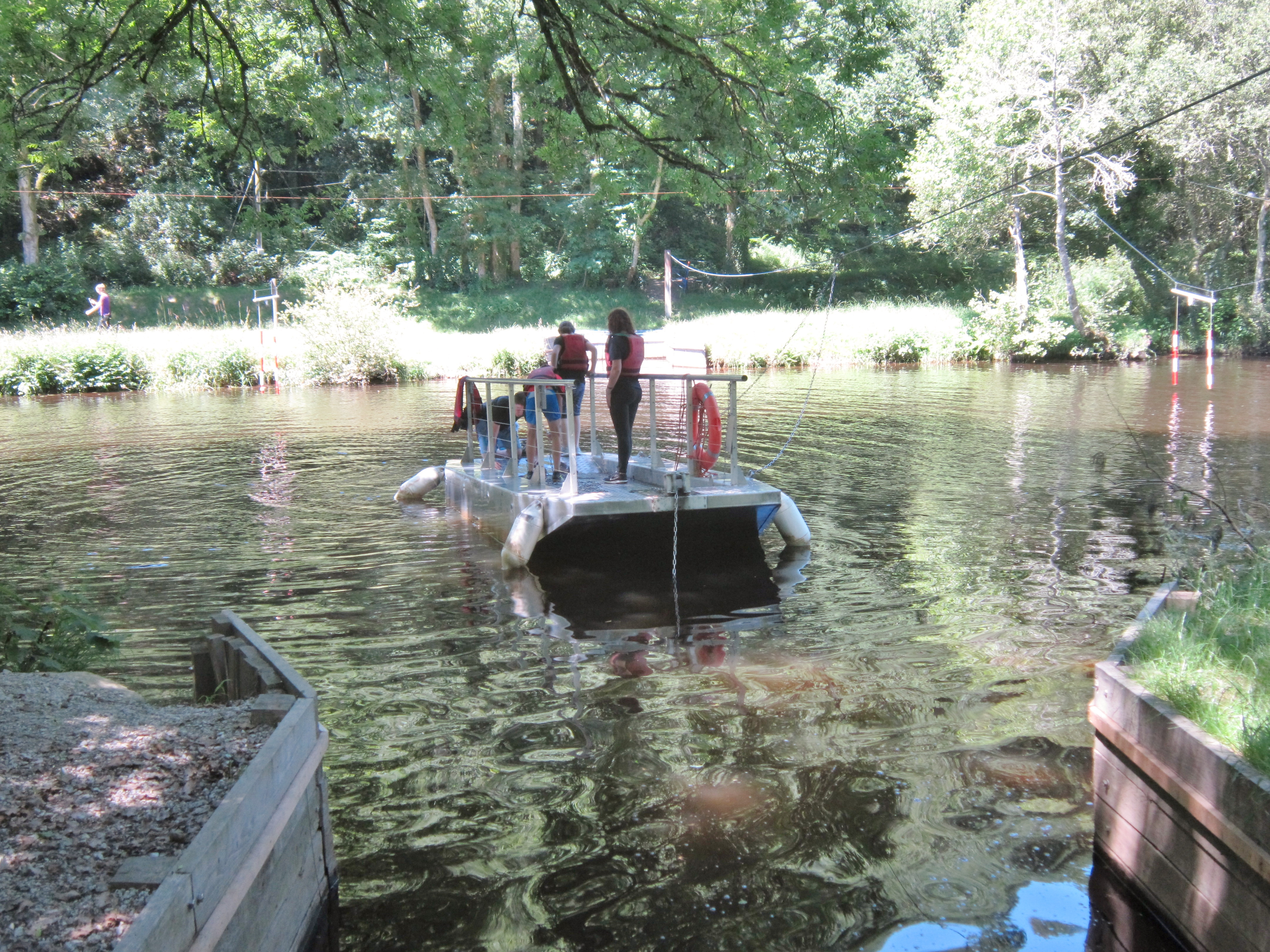
Le Glenmor, bateau transbordeur permettant la traversée de l'Ellé en amont de Quimperlé au niveau de la base de canoë-kayak (bateau fonctionnant à l'initiative des usagers, maximum 6 personnes).
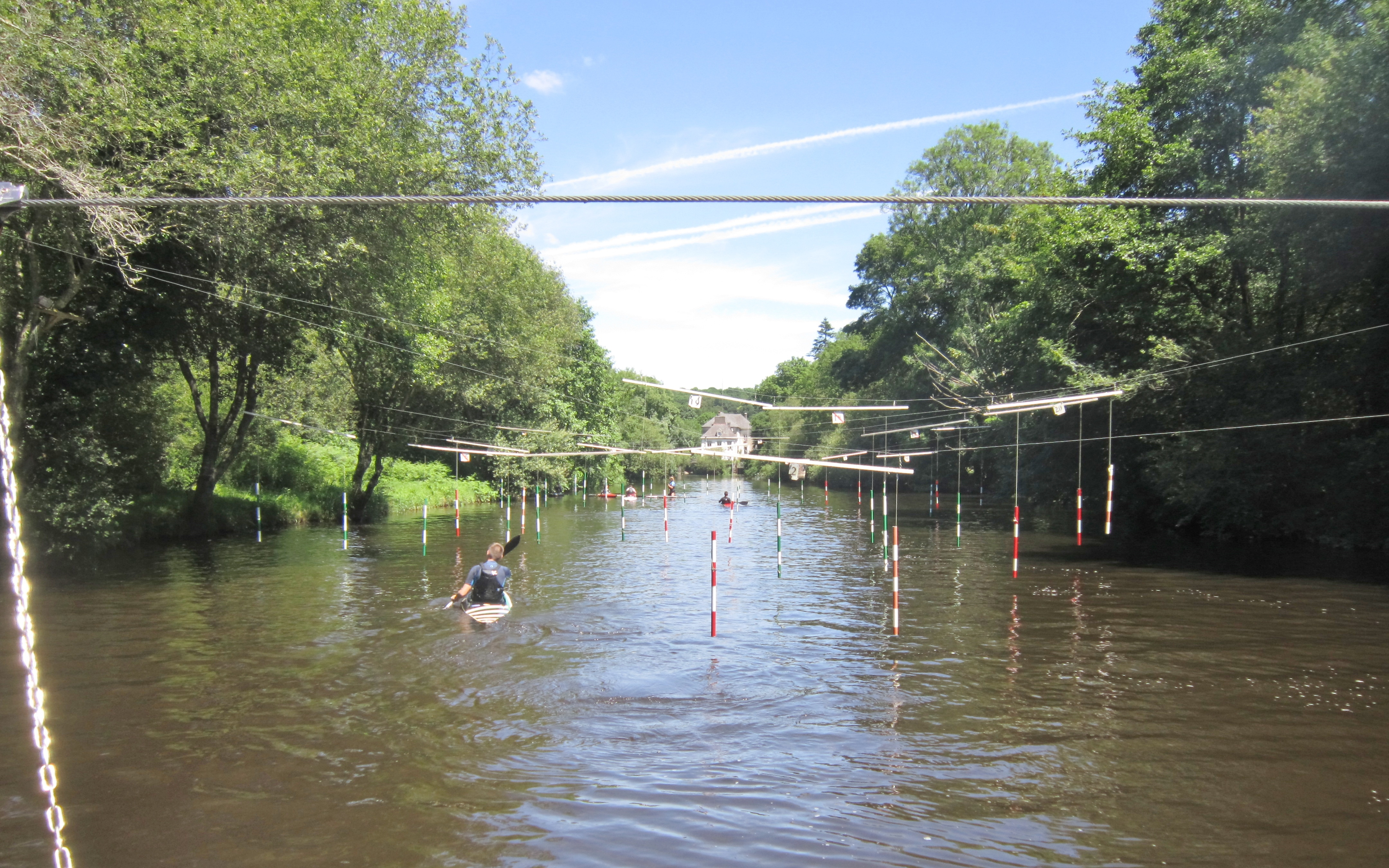
L'Ellé en amont de Quimperlé : la base de canoë-kayak (photographie prise depuis le bateau transbordeur).

## Économie

### Revenus de la population et fiscalité
En 2011, le revenu fiscal médian par ménage était de 31 119 €, ce qui plaçait Tréméven au 13 833e rang parmi les 31 886 communes de plus de 49 ménages en métropole.
En 2009, 47,0 % des foyers fiscaux n'étaient pas imposables.

### Emploi
En 2009, la population âgée de 15 à 64 ans s'élevait à 1 354 personnes, parmi lesquelles on comptait 72,1 % d'actifs dont 66,6 % ayant un emploi et 5,5 % de chômeurs.
On comptait 293 emplois dans la zone d'emploi, contre 168 en 1999. Le nombre d'actifs ayant un emploi résidant dans la zone d'emploi étant de 914, l'indicateur de concentration d'emploi est de 32,1 %, ce qui signifie que la zone d'emploi n'offre qu'un emploi pour trois habitants actifs.

### Entreprises et commerces
Au 31 décembre 2010, Tréméven comptait 99 établissements : 19 dans l'agriculture-sylviculture-pêche, 5 dans l'industrie, 19 dans la construction, 42 dans le commerce-transports-services divers et 14 étaient relatifs au secteur administratif.
En 2011, 6 entreprises ont été créées à Tréméven, dont 5 par des auto-entrepreneurs.

## Culture locale et patrimoine

### Lieux et monuments

#### Monuments remarquables
La commune compte un monument inscrit à l'inventaire des monuments historiques et 20 lieux et monuments répertoriés à l'inventaire général du patrimoine culturel. Par ailleurs, elle compte 3 objets répertoriés à l'inventaire des monuments historiques et aucun objet répertorié à l'inventaire général du patrimoine culturel.

##### L'église paroissiale Saint-Méen
L'église paroissiale Saint-Méen, construite au XVIIe siècle est inscrite monument historique depuis le 13 novembre 1939. Sa tour, entourée d´un garde-corps à balustres qui date de 1665, porte un ancien clocher de type cornouaillais. C'est la seule église de l'ancien canton de Quimperlé à ne pas avoir été reconstruite au XIXe siècle et à avoir conservé le cimetière dans son placître, qui datent tous les deux du XVIe siècle - XVIIe siècle.

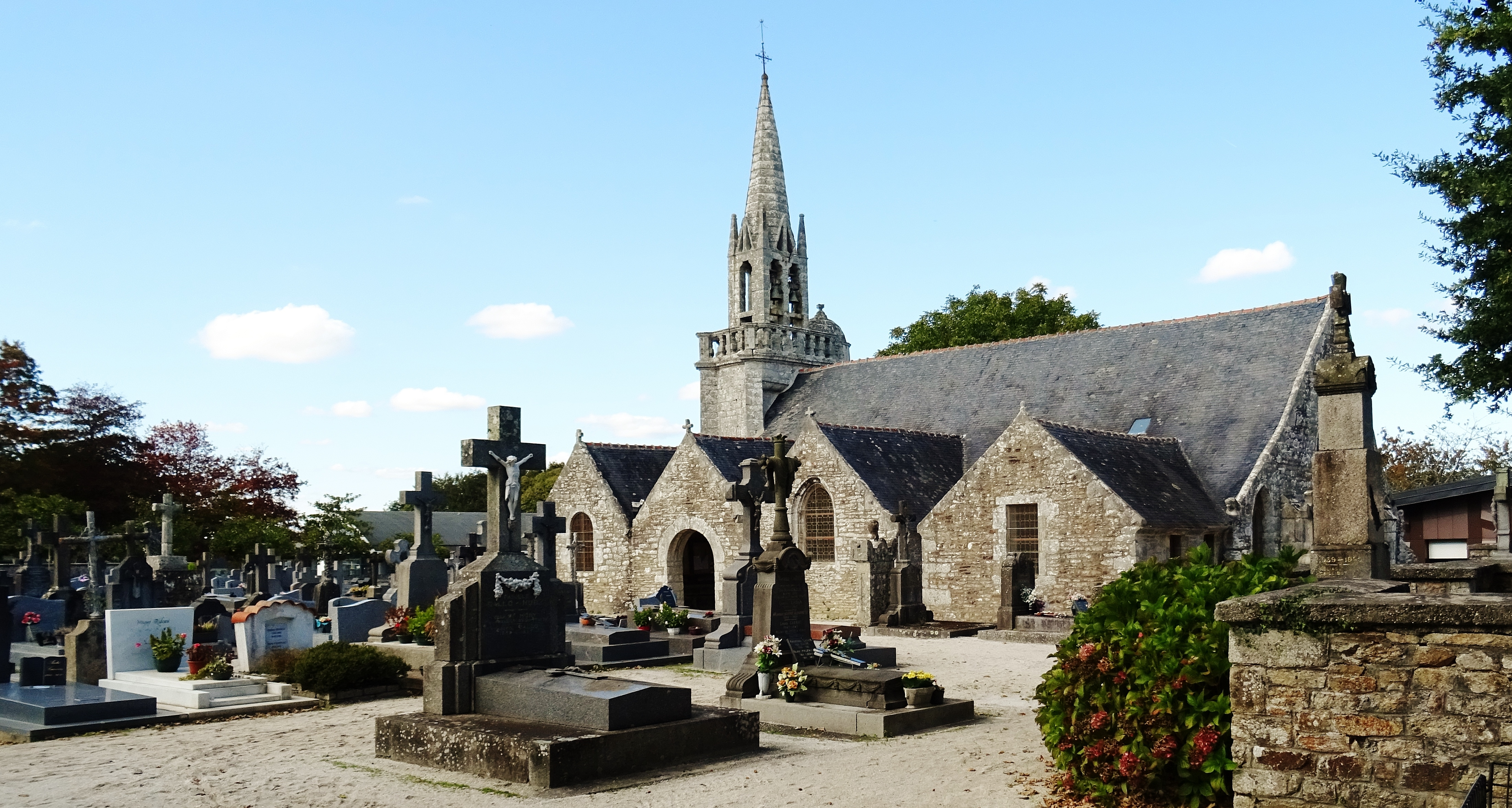
L'église Saint-Méen de Tréméven (Finistère) et son placître comprenant toujours le cimetière.
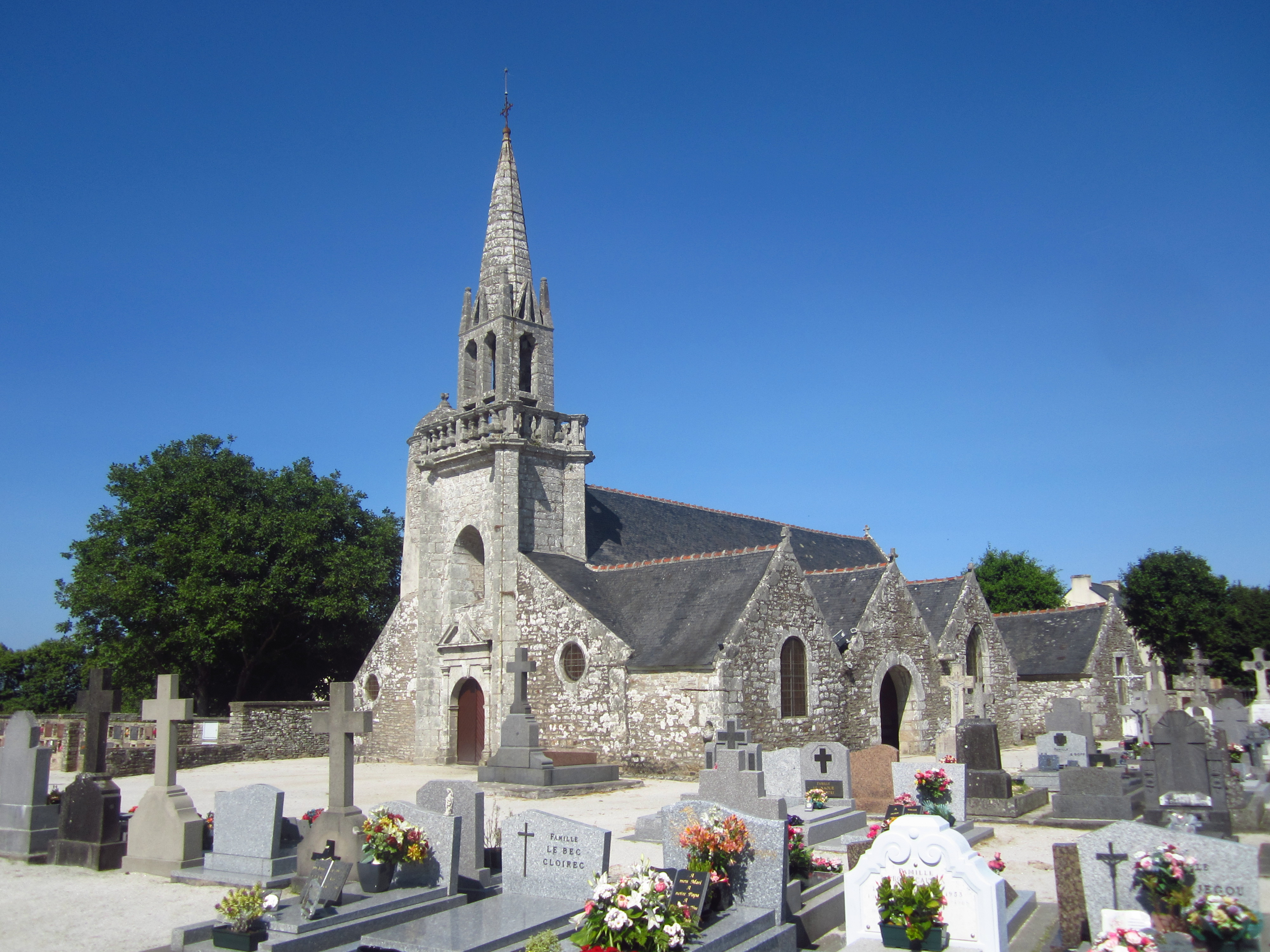
L'église Saint-Méen et le cimetière l'entourant.

##### Autres monuments
On peut également citer :
- la chapelle Saint-Diboan (XVIIe siècle), située à Loc Yvi[61]. Saint Diboan, dont le nom signifie en breton « celui qui enlève les douleurs », serait celui d'un compagnon de saint Guénolé (breton, Gwenole) de Landévennec. Sa vie est racontée dans le cartulaire de l'abbaye de Quimperlé[62]. Jusqu'à récemment, les passants jetaient des pièces dans la fontaine Saint-Diboan de Loc-Yvi pour s'assurer sa protection. Ce saint est surnommé « Tu-pe-du » qui signifie en français « d'un côté ou de l'autre » (la vie ou la mort). La fontaine porte la date de 1718. L'abbé Mével a écrit en 1924 : « Dans notre Cornouaille, trois centres sont plus particulièrement remarquables pour la dévotion dont saint Diboan est l'objet : Tréméven (...), Leuhan (...) et Plévin, paroisse appartenant aujourd'hui au diocèse de Saint-Brieuc. (...) Le pardon de saint Abibon se fait à Leuhan le troisième dimanche d'août. (...) Saint Abibon est invoqué pour les malades, mais on y vient aussi beaucoup pour les enfants »[63] ;

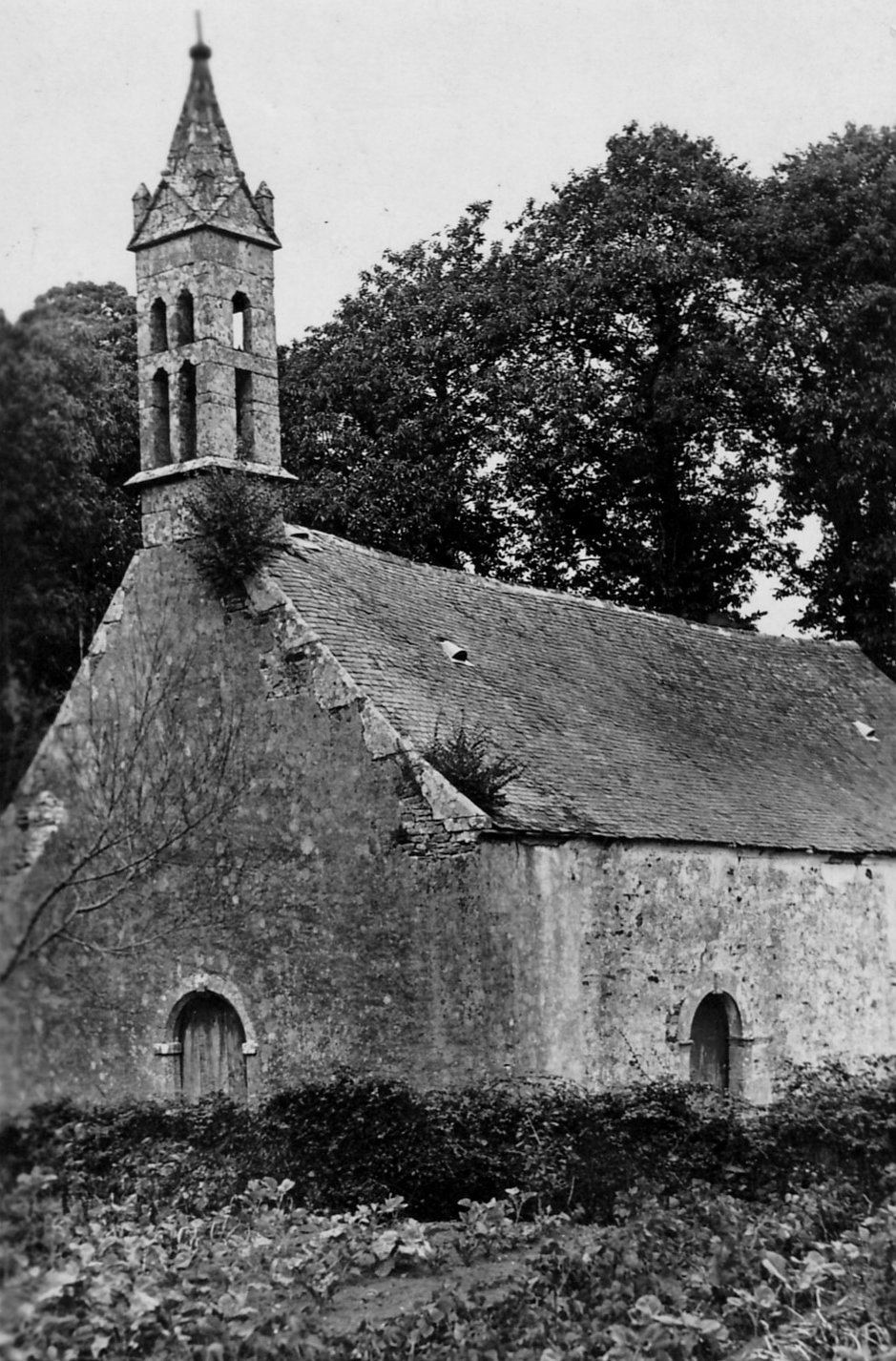
La chapelle Saint-Diboan vers 1920.
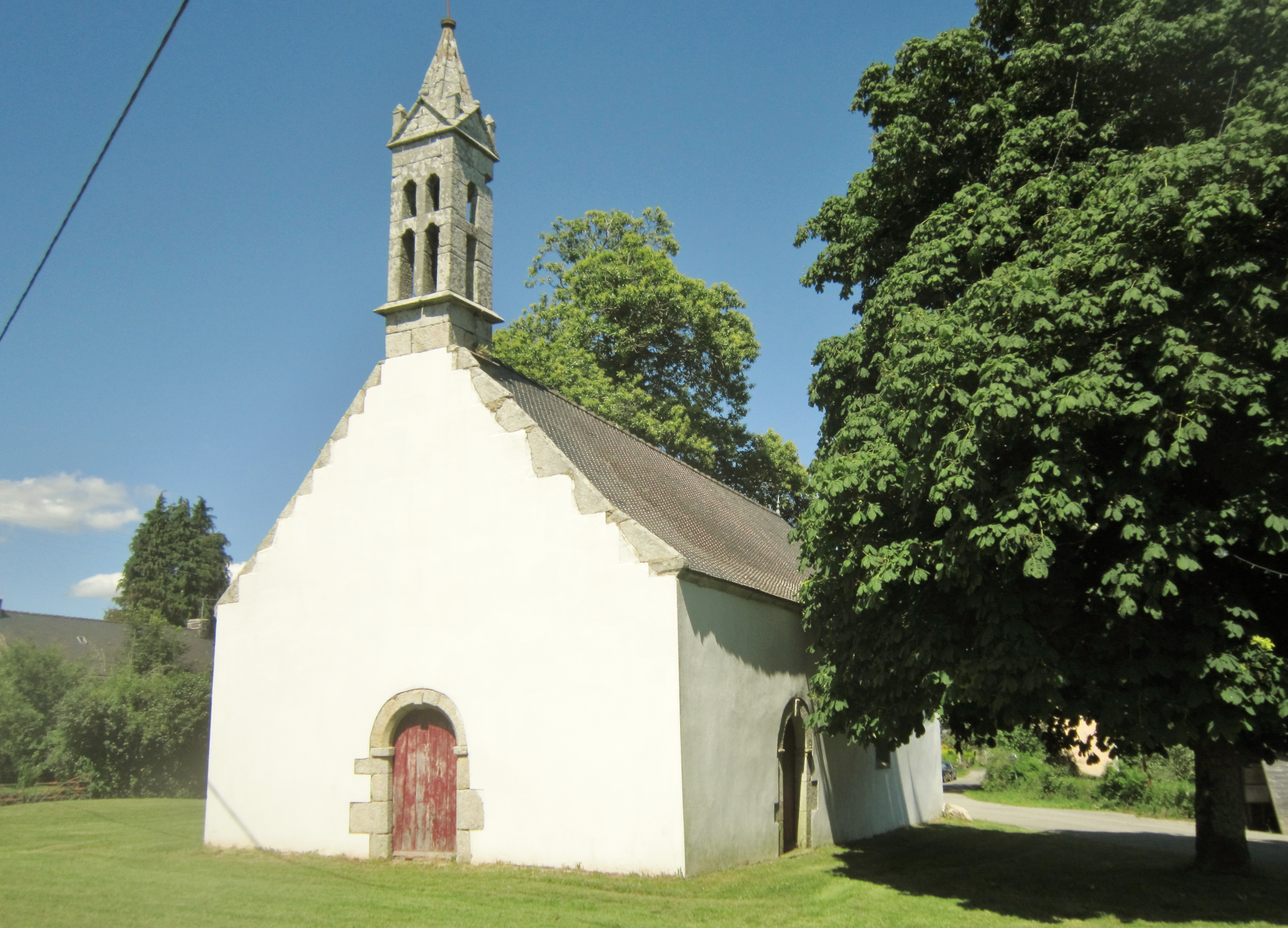
La chapelle Saint-Diboan à Loc Yvi.
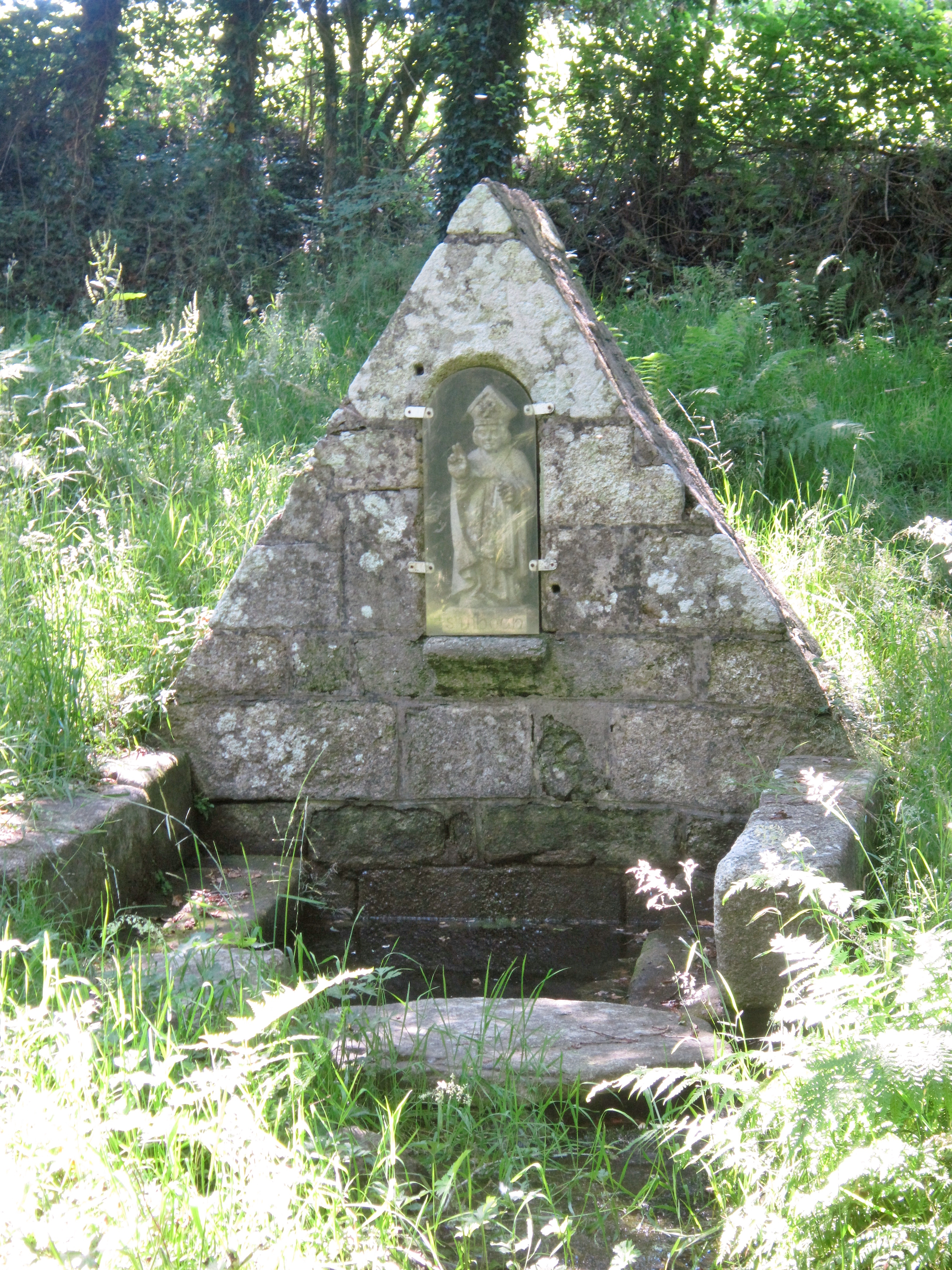
La fontaine Saint-Diboan à Loc Yvi.

- les vestiges du château de Lamarre : Restaurée durant la guerre de Cent Ans par le capitaine anglais Jehan Devereux qui voulait l'utiliser pour attaquer Quimperlé, la forteresse est ensuite assiégée par les Français commandés par Olivier V de Clisson. Afin de venir en aide à Jehan Devereux, les troupes anglo-bretonnes lèvent alors le siège de Saint-Brieuc. Finalement la « bataille de Tréméven » n'a pas lieu. La paix provisoire signée à Bruges le 27 juin 1375 marque une pause dans le conflit. À l'issue de ce traité, le duc de Bretagne, Jean IV, reconnaît la suzeraineté du roi de France. Dès lors, le château de Lamarre tombe dans l'oubli[64] malgré le rétablissement de l'indépendance du Duché de Bretagne en 1379 ; les ruines du château ont été explorées et décrites en 1930 par un professeur de Quimperlé : « Assis sur un tertre que baigne un petit ruisseau, affluent de l'Ellé, ce château était ditué à 3 km à l'est du bourg. Ses murailles, faites de moellons liés par un mortier d'argile, dssinent un plan presque triangulaire et s'appuyaient sur une ou deux tours carrées. (...) Dans l'aire du château se voent éparses de nombreuses ardoises et quelques pierres de taille ». Les ruines sont sitéues dans un taillis nommé Coat-ar-Sallou ("bois des Salles" en français)[65] ;
- trois manoirs : Roscado (le logis du manoir date de 1644, avec une extension en 1786), Rosmaguer (reconstruit en 1588) , et Kerlavarec (date des XVIe et XVIIe siècles) ;
- la présence de stèles armoricaines : une à Coltas, une au bourg, deux à Loc Yvi, et de nombreuses croix sur le territoire de la commune ;
- le moulin Fourden (XVIIIe siècle) ;
- Des croix et calvaires.

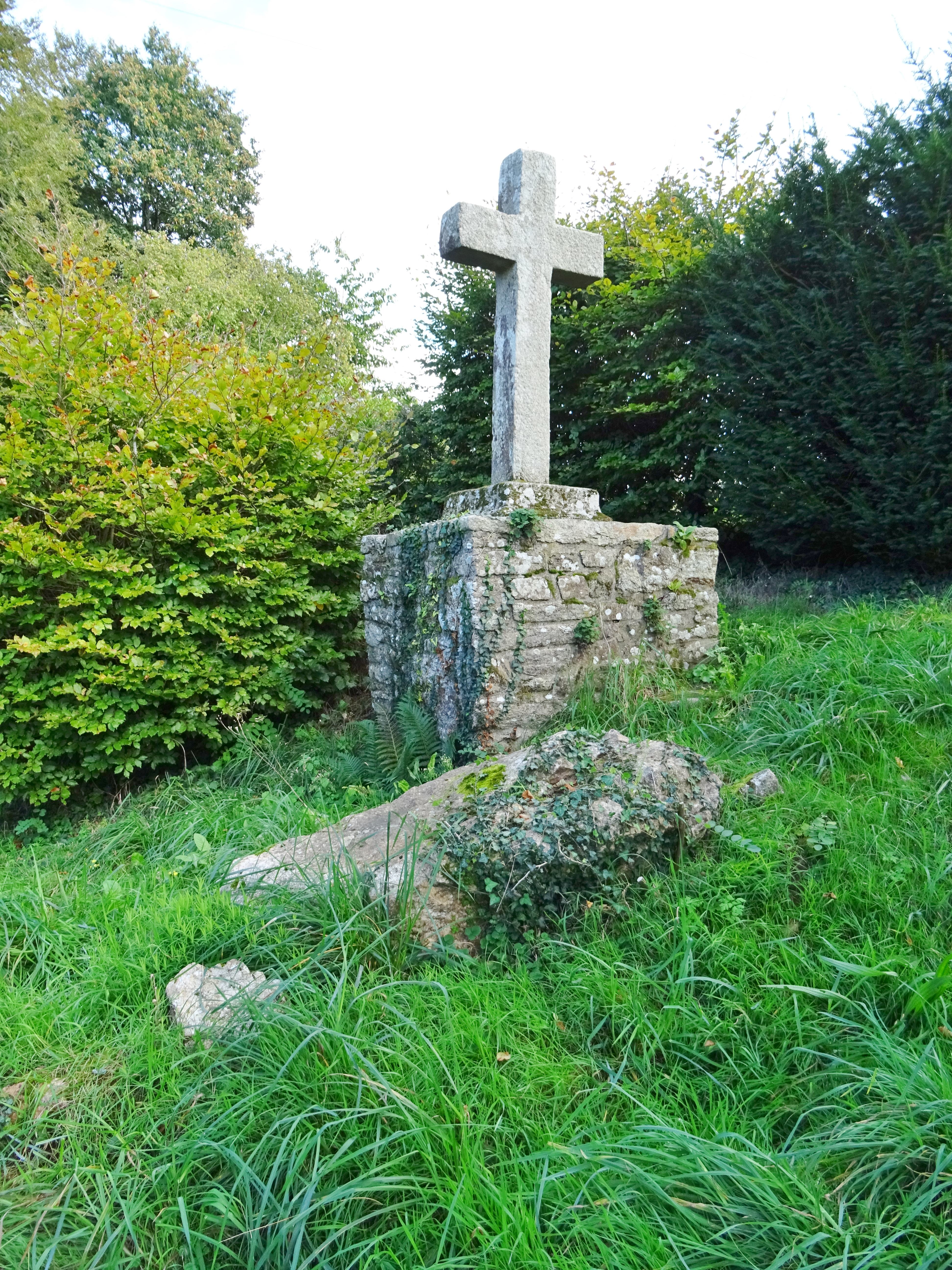
Croix le long du chemin entre Roscado et la "Roche des Braconniers".
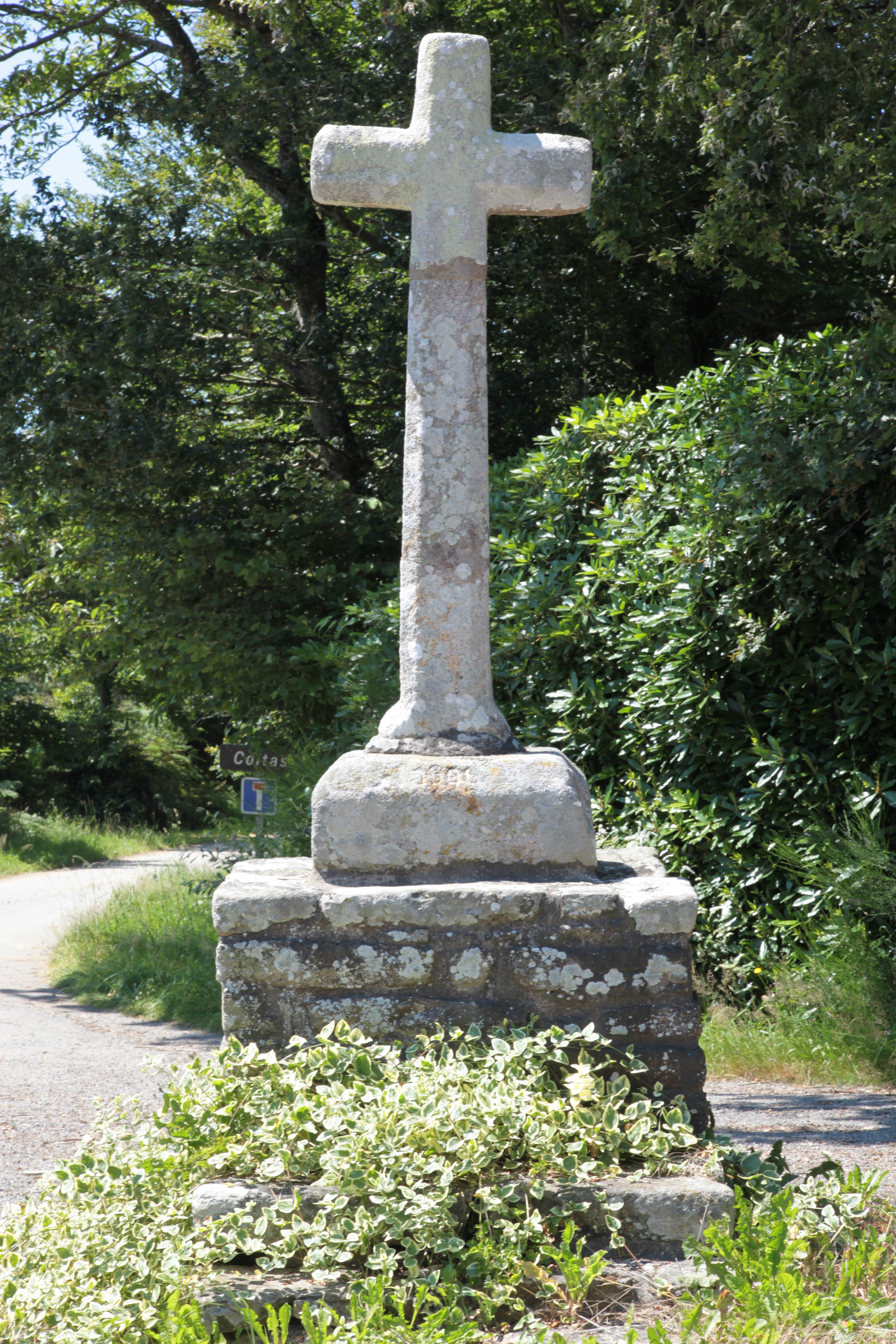
Croix près de Coltas.

### Langue bretonne et culture
La charte « Ya d'ar brezhoneg », engageant la commune à valoriser la langue bretonne dans la vie publique (signalisation, soutien aux filières bilingues...) a été signée le 9 septembre 2005.
L'école publique de Tréméven a sa filière bilingue français-breton, qui a ouvert en 2005. En novembre 2008, une association Div Yezh Tremeven (association de parents d'élèves) a été créée, elle défend et fait la promotion de l'enseignement bilingue public.
À la rentrée 2016, 76 élèves étaient scolarisés dans la filière bilingue publique (soit 34,2 % des enfants de la commune inscrits dans le primaire).
En mai 2014, Yann Ewan publie un recueil de nouvelles intitulé Les Chiens de Tremeven. L'action de la plupart des nouvelles se situe sur le territoire de la commune.
Le label de niveau 1 de la charte Ya d'ar brezhoneg a été remis à la commune le 14 mai 2017.

### Personnalités de la commune
- Nicolas Gestin, né en 2000, céiste slalomeur trémévénois licencié au Club de canoé-kayak de la commune voisine Quimperlé, le CKCQ, vainqueur des championnats du monde de canoé slalom moins de 23 ans à Mikulas en Slovaquie en 2019, champion du monde à Tacen en Slovénie en 2021, à nouveau à Londres en 2023 et médaille d'or aux JO de Paris le 29 juillet 2024 dans cette discipline
- Yann-Fañch Kemener, né le 7 avril 1957, chanteur traditionnel français du répertoire breton. Décédé le 16 mars 2019 dans la commune.